# Grande Moravia
La Grande Moravia (in latino Regnum Marahensium; in greco: Μεγάλη Μοραβία Megálī Moravía; in ceco Velká Morava ˈvɛlkaː ˈmorava; in slovacco Veľká Morava ˈʋeʎkaː ˈmɔraʋa; in polacco Wielkie Morawy), il Grande impero di Moravia, o semplicemente la Moravia storica fu il primo grande Stato abitato prevalentemente da Slavi occidentali ad emergere nell'area dell'Europa centrale. Mentre è certo che esso si estendeva perlopiù in regioni oggi comprese nei confini della Repubblica Ceca, della Slovacchia, della Polonia e dell'Ungheria, alcuni studiosi ritengono che la Grande Moravia si sviluppasse anche in aree facenti parte della Serbia, della Romania e dell'Ucraina. Le origini di questo Stato rimangono oscure; l'unica entità amministrativa precedentemente presente in questi luoghi, la quale può in qualche modo dirsi antesignana della Grande Moravia, era l'unione tribale di Samo, rimasta in piedi tra il 631 e il 658 d.C.
Il cuore del territorio compreso nei confini del regno si sviluppava essenzialmente nella regione della Moravia, collocata nella parte orientale della Repubblica Ceca, e più specificatamente lungo il fiume Morava, da cui il nome dello Stato. Malgrado le demarcazioni siano difficili da determinare con esattezza, la Moravia raggiunse la sua maggiore estensione sotto il principe Svatopluk I (in slovacco Svätopluk), al potere dall'870 all'894. A contribuire al declino della Grande Moravia furono dissidi e conflitti interni emersi dopo la morte di Svatopluk, con il risultato che tale fragilità consentì agli Ungari di insediarsi e annettere al loro dominio quanto compreso nell'attuale Slovacchia. L'anno esatto del crollo risulta sconosciuto, ma lo si restringe in un periodo compreso tra il 902 e il 907.
La Moravia conobbe un significativo sviluppo culturale sotto il re Rastislav, soprattutto per via dell'arrivo nell'863 della missione dei santi Cirillo e Metodio. Dopo che la sua richiesta di spedire missionari era stata disattesa da Roma, Rastislav domandò all'imperatore bizantino di inviare un «maestro» (učiteľ) per introdurre l'alfabetizzazione e un sistema legale (pravьda) nella Grande Moravia. A seguito dell'accoglimento della richiesta, giunsero nella regione i fratelli missionari Cirillo e Metodio, i quali introdussero un sistema di scrittura (l'alfabeto glagolitico) e la liturgia slava, con quest'ultima che fu infine approvata formalmente da papa Adriano II. La scrittura glagolitica andò probabilmente inventata dallo stesso Cirillo, mentre l'idioma che usò per le sue traduzioni di scritture sacre e le sue opere letterarie si basava sul dialetto slavo che lui e suo fratello Metodio avevano appreso nella loro città natia, Salonicco. In un quadro estremamente sintetico, l'antico slavo ecclesiastico differiva soltanto per alcuni aspetti dal dialetto slavo locale della Grande Moravia, che costituiva l'idioma ancestrale dei dialetti parlati in futuro in Moravia e nella Slovacchia occidentale.
Più tardi, i discepoli di Cirillo e Metodio furono espulsi dalla Grande Moravia da re Svatopluk I, che ri-orientò l'impero verso il cristianesimo occidentale. Tuttavia, l'espulsione ebbe un impatto significativo nelle aree in cui gli allievi si erano stabiliti, considerando che dopo quell'evento portarono comunque avanti le loro missioni evangelizzatrici (in particolare nell'Europa sudorientale, prima in Bulgaria dall'886 e, successivamente, in Europa orientale). Giunti nel Primo Impero bulgaro, i discepoli portarono avanti la missione cirillo-metodiana e la lingua, lo slavo ecclesiastico antico, divenne la prima riportata in forma scritta e dichiarata ufficiale in Bulgaria probabilmente dall'893, dove oggi viene talvolta identificata come bulgaro antico. La scrittura glagolitica finì per essere rimpiazzata dal cirillico, che usava alcune delle sue lettere. L'alfabeto cirillico arcaico si sviluppò verso la fine del IX secolo presso la scuola letteraria di Preslav, in Bulgaria, divenendo ufficiale dall'893 circa. Il cirillico e le traduzioni della liturgia raggiunsero in futuro altre realtà slave, in particolare i Balcani e la Rus' di Kiev, tracciando un nuovo percorso nel loro sviluppo culturale. L'evoluzione storica degli alfabeti cirillici ha con i secoli portato ai caratteri delle lettere attuali impiegati in Bulgaria, Bielorussia, Bosnia-Erzegovina, Mongolia, Montenegro, Macedonia del Nord, Russia, Serbia e Ucraina.

## Origini ed evoluzioni del nome

Spada della Grande Moravia rinvenuta a Blatnica nel XIX secolo, originariamente interpretata come un corredo funerario proveniente dal tumulo di un duca

Il significato della denominazione Grande Moravia è stato a lungo oggetto di dibattito. L'espressione «Grande Moravia», dal greco Megale Moravia (Μεγάλη Μοραβία), si deve al De administrando imperio, uno scritto redatto dall'imperatore bizantino Costantino VII Porfirogenito intorno al 950. L'imperatore adoperò l'aggettivo megale con riferimento alla realtà politica richiamando avvenimenti accaduti solo dopo la sua caduta, circostanza la quale implica che una migliore traduzione del termine ellenico dovrebbe essere "antica" anziché "grande". Secondo un diverso filone storiografico, l'aggettivo megale si riferirebbe a un territorio situato oltre i confini dell'impero bizantino. Lo storico Lubomír E. Havlík sostiene invece che gli studiosi romei impiegavano questo aggettivo per riferirsi alle patrie dei popoli nomadi, come dimostrato dal termine «Grande Bulgaria».
(Costantino VII Porfirogenito: De administrando imperio)
L'opera di Porfirogenito costituisce l'unica fonte quasi contemporanea che utilizza l'aggettivo "grande" in relazione alla Moravia. Altri documenti del IX e del X secolo non impiegano mai il termine sopra esposto allo scopo di identificare l'entità statale in questione. Si fa invece menzione, nell'ordine, al «regno della Moravia» o «regno dei Moravi» (regnum Marahensium, terra Marahensium, regnum Marahavorum, regnum Marauorum, terra Marauorum o regnum Margorum in latino e Moravьska oblastь in slavo ecclesiastico antico), semplicemente alla «Moravia» (Marawa, Marauia e Maraha in latino, Morava, Marava o Murava in antico slavo ecclesiastico e M.ŕawa.t in arabo), al regnum Sclavorum (regno degli Slavi) o, in alternativa, al regnum Rastizi (regno di Rastislav) o al regnum Zuentibaldi (regno di Svatopluk).

### Etimologia
Presumibilmente evolutosi per indicarli entrambi per analogia, "Morava" è il toponimo ceco e slovacco con cui si identificano sia il fiume sia la regione circostante. La desinenza -ava, come in molti altri fiumi cechi e slovacchi, è spesso considerata una versione slavizzata dell'originariamente germanico -ahwa (= tedesco moderno "Au" o "-a"), affine al latino aqua. Alcuni studiosi la collegano inoltre alla radice celtica -ab e all'indoeuropea *apa/*opa ("acqua, mare"). La radice mor- potrebbe essere collegata anche ad altre parole indoeuropee con il significato di acqua, lago o mare (si pensi allo slavo more, al latino mare, al gallese môr e al tedesco meer). Casi di origine simile si rintracciano anche nel caso del Mur in Austria e della Morava in Serbia.

## Territorio

Cartina della Grande Moravia intorno all'870. La parte verde contrassegna il territorio iniziale creato dal principe Rastislav, mentre il bordo verde contrassegna il periodo di massima espansione sotto Svatopluk I. La parte blu indica il territorio franco della Francia Orientalis mentre quello arancione indica il territorio dell'Impero Bulgaro

Dopo la caduta della Grande Moravia, il suo territorio centrale andò gradualmente diviso tra il Regno di Boemia e il Regno ungherese, ai prodromi della sua ascesa. La frontiera si trovava in origine sul fiume Morava. Tuttavia, dal XII secolo, i re cechi riuscirono a espandere sempre più la regione dalla sponda orientale, sottomettendo infine l'intero tratto da Uherské Hradiště fino a Strážnice, lungo i Carpazi Bianchi. L'originario territorio centrale della Grande Moravia, il quale forma oggi la sezione orientale della Moravia e si trova compreso tra i Carpazi Bianchi e i monti Chřiby, ha preservato una sua identità non ceca nella denominazione Slovácko, un termine che richiama alla mente quello della vicina Slovacchia. La cultura unica della regione appena menzionata, specie lungo il fiume Morava, è sopravvissuta nei secoli grazie a una ricca tradizione folcloristica. Dove il fiume Morava forma la frontiera ceco-slovacca, il sopraccitato Slovácko si estende a sud e si suole suddividere l'area in due regioni: Záluží, sulla sponda occidentale (ceca) della Morava, e Záhorie, sulla sua sponda orientale (slovacca). Záhorie vanta anche l'unico edificio sopravvissuto dell'epoca della Grande Moravia, la cappella di Kopčany, situata proprio di fronte alla Morava e a ridosso del sito archeologico di Mikulčice (questi due importanti luoghi della Grande Moravia sono ora collegati da un ponte). Il territorio della Grande Moravia si estese, secondo gli annali, all'inizio degli anni 830, quando Mojmír I di Moravia annesse il vicino principato di Nitra (l'odierna Slovacchia occidentale). Quest'ultimo fungeva da údelné kniežatsvo, termine slovacco adoperato per designare la terra assegnata e governata dal successore al trono, tradizionalmente il figlio della sorella del principe regnante (kъnendzь).

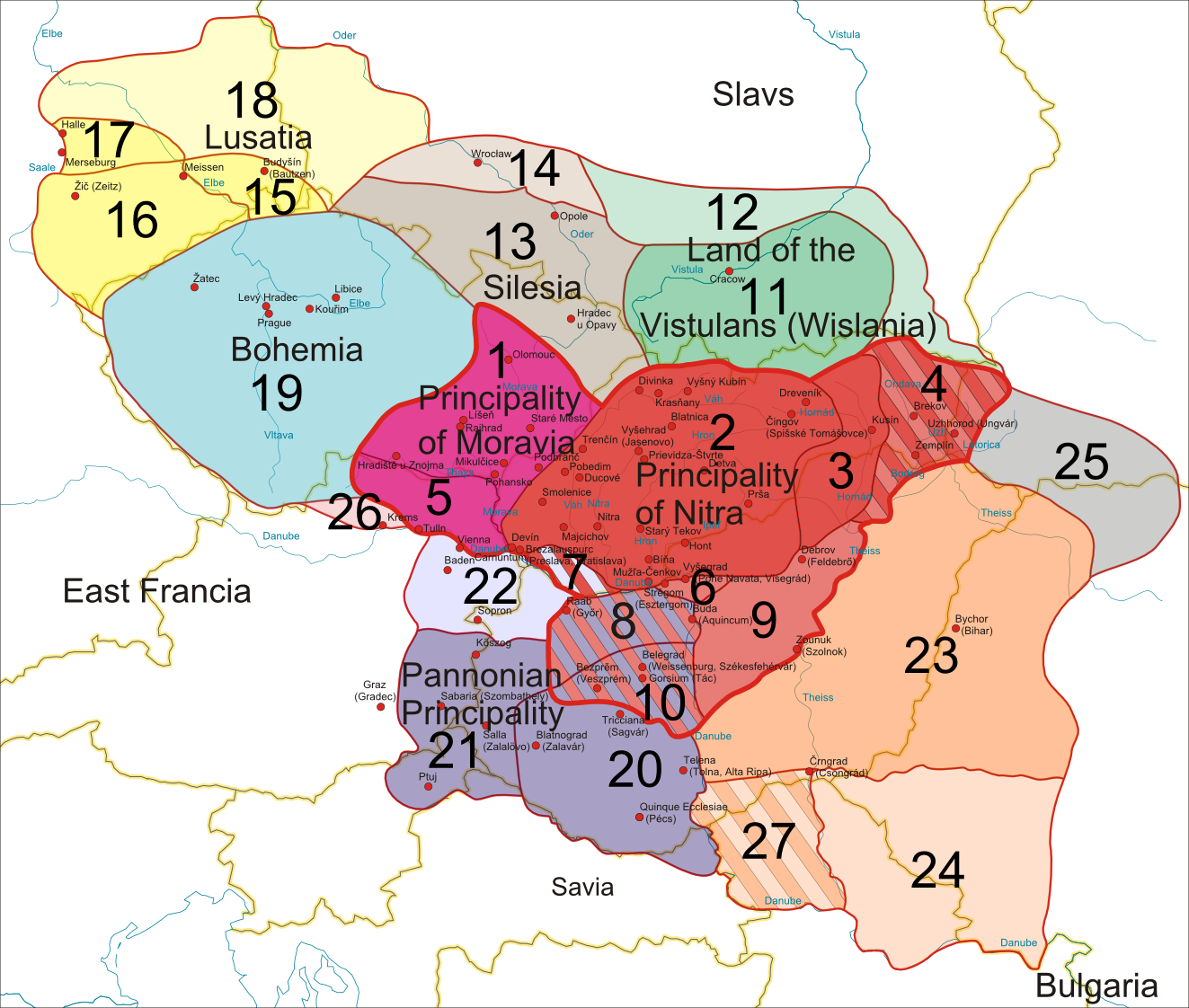
Principati e terre all'interno della Grande Moravia

Tuttavia, l'estensione e anche la posizione stessa della Grande Moravia (in termini storiografici, poiché il suo nome formale originale è sconosciuto) restano oggetto di dibattito. Svariate teorie ne collocano il centro a sud del Danubio (la Morava all'altezza della Serbia) o nella grande pianura ungherese. Anche la data esatta in cui nacque lo Stato moravo è controversa, ma si tende a ritenere che ciò avvenne forse nei primi anni 830 sotto il principe Mojmír I (regnante dall'820 o 830 all'846), il primo sovrano conosciuto della Moravia unita. Mojmír e il suo successore, Rastislav ("Rostislav" in ceco), al potere dall'846 all'870, inizialmente riconobbero la sovranità dei monarchi carolingi, ma la lotta per l'indipendenza causò una serie di conflitti armati con il Regno di Germania a partire dagli anni 840.

### Ricostruzione tradizionale
Secondo la maggioranza degli storici, i territori centrali della Moravia si trovavano nella valle del fiume Morava, oggi compresa nelle attuali Repubblica Ceca e Slovacchia. I ritrovamenti archeologici di grandi fortezze altomedievali e il significativo gruppo di edifici intorno ad esse suggeriscono che un importante centro di potere emerse in questa regione nel IX secolo. Le fonti coeve, ovvero la traduzione contemporanea di Alfredo il Grande della Storia del Mondo di Paolo Orosio, che citava le potenze contigue alla Moravia, e la descrizione del viaggio di Costantino e Metodio dalla Moravia a Venezia attraverso la Pannonia nella Vita di Costantino, avvalorano la ricostruzione tradizionale:
(Traduzione anglosassone della Storia del Mondo di Paolo Orosio)
I confini della Moravia non possono essere determinati con esattezza a causa della mancanza di più accurate opere contemporanee. Gli autori che redassero gli Annali di Fulda, una preziosa fonte di informazioni realizzata da monaci tedeschi nel IX secolo, avevano ovviamente una conoscenza limitata della geografia delle lontane regioni dell'Europa centrale. Inoltre, i monarchi moravi adottarono una politica espansionistica a fasi alterne negli anni 830, ragion per cui le delimitazioni mutarono in continuazione.
La Moravia raggiunse il culmine della sua espansione territoriale sotto Svatopluk I (r. 870-894). La Piccola Polonia, la Pannonia e altre regioni furono costrette ad accettare, almeno formalmente e spesso solo per un breve arco temporale, la supremazia straniera. D'altra parte, l'esistenza di siti archeologici che condividevano una cultura comune tra Moravia, Piccola Polonia e Slesia non prova che i confini settentrionali della Moravia si trovavano su questi territori. Secondo l'archeologo Béla Miklós Szőke, il comitatus di Mosaburg, una suddivisione amministrativa della Pannonia, non fece mai parte della Moravia. In più, né i reperti archeologici né le fonti scritte confermano la ricostruzione tradizionale dell'annessione permanente di vasti territori durante il dominio di Svatopluk. In definitiva, a coloro che hanno variamente tentato di tracciare i confini della Moravia alcuni studiosi hanno risposto che quest'operazione costituisce di per sé un errore, considerando che l'amministrazione interna dello Stato non aveva ancora raggiunto un livello di organizzazione simile.

### Ricostruzioni alternative
Nel 1784, l'accademico slovacco Juraj Sklenár contestò l'opinione prevalente sulla collocazione geografica della Moravia e collocò il nucleo storico del Paese nei dintorni di Sirmio (oggi Sremska Mitrovica, in Serbia), affermando da quella località esso si estese territorialmente a nord fino all'attuale Slovacchia, Moravia e Boemia. Allo stesso modo, negli anni Venti dell'Ottocento, Friedrich Blumenerger collocò la Grande Moravia a sud ai confini della Pannonia e della Mesia. Le loro ricostruzioni rimasero isolate fino agli anni '70, quando Imre Boba si accodò alla teoria che proponeva Sirmio come centro principale, vicino al fiume Grande Morava. Péter Püspöki-Nagy ipotizzò l'esistenza di due "Moravie", ossia una "Grande" sul fiume Morava meridionale, nell'attuale Serbia, e un'altra lungo il Morava settentrionale nell'odierna Repubblica Ceca e Slovacchia. Una teoria simile è stata suffragata anche da Toru Senga. Negli anni '90, la tesi è stata ulteriormente sviluppata da Charles Bowlus, il quale ha dichiarato che la Moravia si affermò nella regione delle «confluenze del Drava, del Sava, del Drina, del Tibisco e della Grande Morava meridionale con il Danubio». Martin Eggers ha suggerito che la collocazione originale della Moravia si dovesse rintracciare alle porte del moderno Banato, alla confluenza dei fiumi Tibisco e Mureș, e che solo le conquiste successive portarono all'acquisizione della Cechia e della Slovacchia.

## Storia

### Origini (prima dell'800 circa)
Il primo riferimento possibile alle tribù slave che vivevano nella valle del fiume Morava settentrionale è stato compiuto dallo storico bizantino Procopio di Cesarea. Questi scrisse di un gruppo di Eruli, un popolo germanico che «attraversò il territorio di tutti gli Sclaveni» mentre si dirigevano verso la Danimarca nel 512. Risalenti al 550 circa, nei siti archeologici alla confluenza del Morava settentrionale e del medio Danubio sono state portate alla luce delle ceramiche fatte a mano con caratteristiche comuni a quelle del sud della Polonia e dell'Ucraina occidentale.
Ampi territori nella pianura pannonica furono conquistati dopo il 568 dai nomadi avari giunti dalla steppa euroasiatica. Gli Slavi furono costretti a rendere omaggio agli Avari e a partecipare alle loro incursioni contro l'Impero Bizantino, i Franchi e i Longobardi. Anche se l'insediamento degli Avari si stabilizzò sul fiume Danubio nel primo periodo del khaganato (confine meridionale dell'attuale Slovacchia), una parte minore (più a meridione) passò sotto il diretto controllo militare della Moravia dopo la caduta del Regno di Samo. Nel tardo periodo del khaganato, gli Avari erano già inclini a uno stile di vita più stabile e la loro convivenza con gli Slavi locali aveva già raggiunto il livello di una convivenza pacifica, circostanza tradottasi in una simbiosi culturale.
Nel VII e VIII secolo il livello di organizzazione degli Slavi locali migliorò, considerando che i primi insediamenti fortificati dell'attuale Moravia risalgono agli ultimi decenni del VII secolo. Dalla fine del VII secolo, si registrò l'ascesa di una nuova élite sociale in Moravia, Slovacchia e Boemia, ovvero quella dei cavalieri guerrieri. L'organizzazione sociale degli slavi locali continuò a perfezionarsi durante l'VIII secolo, come evince dall'ulteriore diffusione e sviluppo di insediamenti fortificati. In Moravia, le comunità si concentrarono con ampia verosimiglianza intorno al fiume Morava. In Slovacchia, i più antichi insediamenti fortificati slavi risultano documentati negli ultimi decenni dell'VIII secolo. Localizzati esclusivamente in aree che non erano sotto l'influenza diretta degli Avari e probabilmente non realizzati solo per prevenire loro eventuali incursioni, alcuni agglomerati prosperarono anche nei territori settentrionali (si pensi a Orava e Spiš). Le differenze nella fattura della ceramica implicano l'esistenza di almeno tre tribù che abitavano la più ampia regione del fiume Morava settentrionale all'inizio del IX secolo. Sono stati portati alla luce diversi proto-villaggi risalenti a tale periodo, in particolare vicino alle moderne Bratislava, Brno e Olomouc. Le costruzioni difensive erette a Bratislava, Rajhrad, Staré Město e altri luoghi intorno all'800 testimoniano lo sviluppo di centri di potere locali nelle stesse regioni.
Carlo Magno scagliò una serie di spedizioni militari contro gli Avari nell'ultimo decennio dell'VIII secolo, comportando il crollo del loro khaganato. Gli Annales Regni Francorum raccontano che gli Avari «non potevano rimanere nelle loro precedenti dimore a causa degli attacchi degli Slavi», i quali avevano dunque approfittato delle fragilità degli oppressori. Ciò li spinse persino a recarsi alla corte di Carlo Magno ad Aquisgrana nell'805, chiedendo di potersi stabilire nelle pianure lungo il fiume Raab. Seguì poi una fase di ulteriore accentramento politico per la creazione di un'entità di origine slava nella regione. Da questa fase emersero due realtà politiche ben distinte:
- Il Principato di Moravia, sorto nel territorio dell'attuale Moravia sud-orientale e della Slovacchia occidentale, con capitale probabilmente presso Mikulčice;
- Il Principato di Nitra, nel territorio dell'attuale Slovacchia centro-occidentale con capitale a Nitra.

Dopo il crollo del khaganato degli Avari, le spade e altri elementi dell'equipaggiamento militare franco divennero popolari nei territori a nord del Medio Danubio. Un nuovo orizzonte archeologico, quello di Blatnica e Mikulčice, emerse nella valle del fiume Morava settentrionale e nella sua regione più ampia nello stesso arco temporale. Il raggiungimento di tale tappa storica nel processo di lavorazione dei metalli rappresenta una sintesi del periodo tardo degli Avari e dell'arte carolingia. Tra gli esempi più fulgidi si annovera una spada trovata in una tomba a Blatnica in Slovacchia e lavorata tra l'825 e l'850. Secondo il giudizio dell'archeologo Florin Curta, l'arma andò prodotta da un artigiano franco dell'Impero carolingio. D'altra parte, Ján Dekan scrive che essa fornisce una rappresentazione di come gli artigiani moravi selezionavano «elementi degli oggetti ornamentali dell'arte carolingia che si adattavano alle loro esigenze e alle tradizioni estetiche».

### Sviluppo della Moravia (800-846 circa)

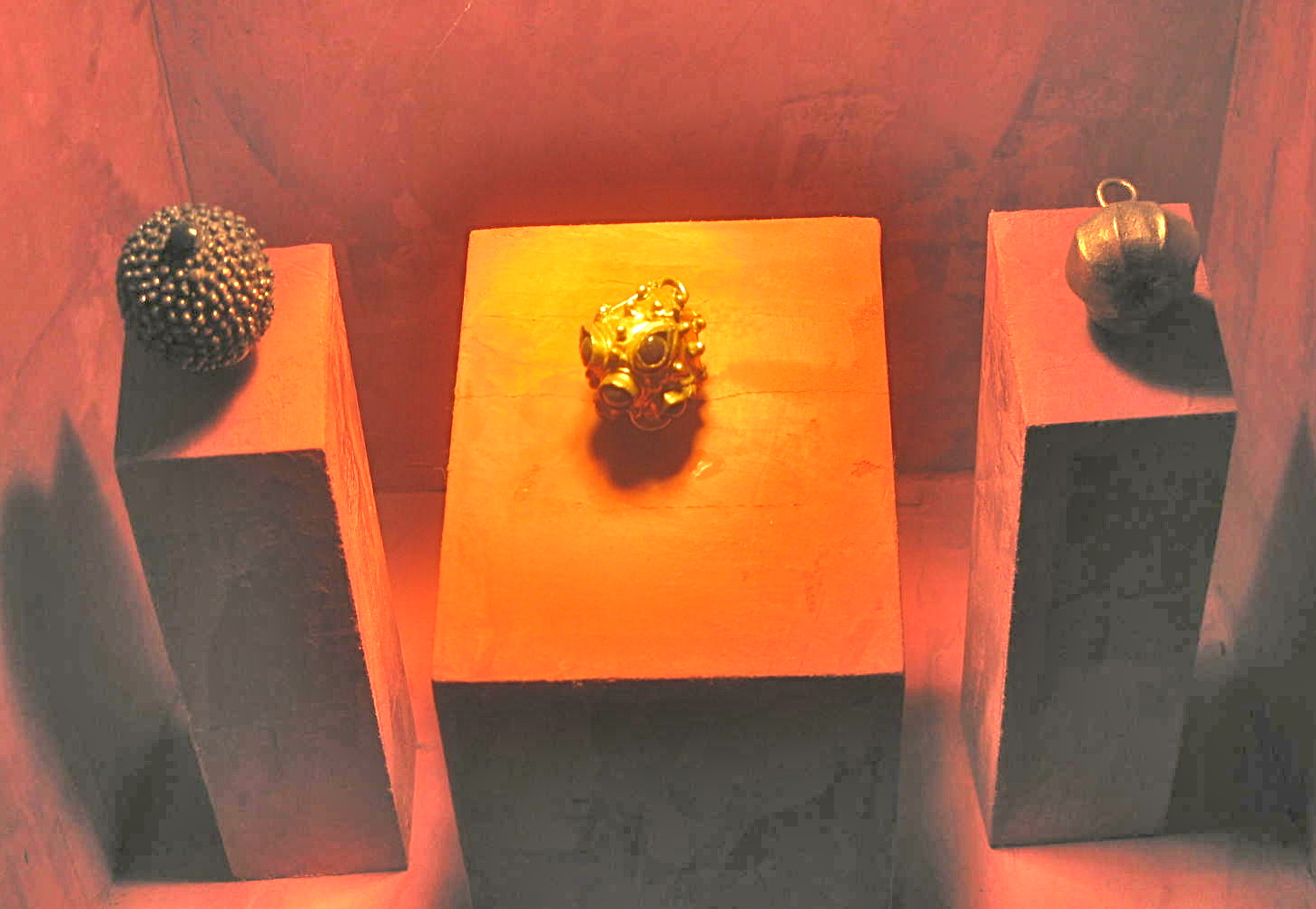
Manufatti dorati esposti al parco archeologico di Mikulčice

La Moravia, prima entità amministrata e abitata prevalentemente da Slavi occidentali, sorse attraverso l'unificazione delle tribù slave stanziatesi a nord del Danubio. Tuttavia, il processo di formazione dello Stato viene scarsamente descritto dalle fonti contemporanee. L'archeologo Barford scrive che la prima indicazione sull'emergente Stato moravo risaliva all'811. Nell'autunno di quell'anno, come riportano gli Annales Regni Francorum, i sovrani avari e i duces o «capi degli Slavi che abitano lungo il Danubio» visitarono la corte dell'imperatore Ludovico il Pio (regnante tra l'814 e l'840) ad Aquisgrana. Un più certo e indiscusso riferimento a Moravi o Maravani risale al 822, quando l'imperatore «ricevette ambasciate e regali da tutti gli slavi orientali, cioè Obodriti, Sorbi, Veleti, Boemi, Moravi e Praedenecenti, oltre agli Avari che vivevano in Pannonia» ad un'assemblea tenutasi a Francoforte.

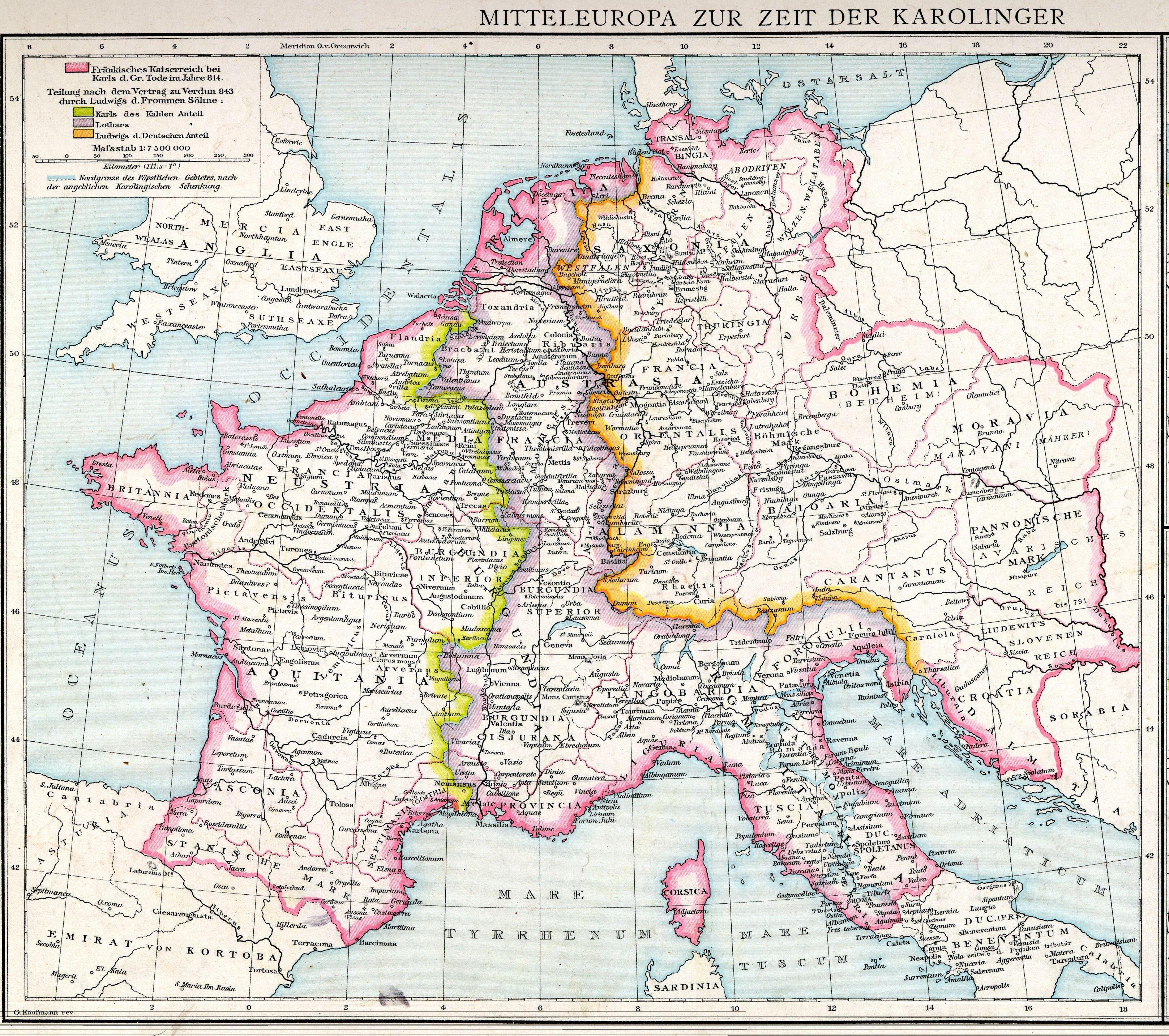
Cartina della Moravia nel Regno dei Franchi Orientali nell'814

La Conversio Bagoariorum et Carantanorum ("La Conversione dei Bavaresi e dei Carantani") della fine del IX secolo compie per prima il riferimento a un sovrano moravo. Per quanto riguarda l'ambito religioso, i Carantani (antenati degli attuali sloveni) furono i primi popoli slavi ad accettare il cristianesimo dall'Occidente: essi furono perlopiù battezzati da missionari irlandesi inviati dall'arcidiocesi di Salisburgo, tra cui Modesto, noto come «apostolo dei Carantani». La realizzazione di tale processo viene poi descritta nella Conversio Bagoariorum et Carantanorum, la quale afferma che Mojmír, «duca dei Moravi», espulse «Pribina» attraverso il Danubio. L'aristocratico della Bassa Pannonia fuggì in cerca di asilo da Ratbod, un prefetto (governatore di una marca di frontiera) franco della Marca Orientale dall'833. Resta del tutto ignoto se Pribina fosse stato fino a quel momento un sovrano indipendente o uno dei funzionari di Mojmir. Ad esempio, Urbańczyk scrive che Mojmir e Pribina erano due dei tanti principi moravi attivo all'inizio del IX secolo, mentre secondo Havlík, Třeštík e Vlasto Pribina era il luogotenente di Mojmír a Nitra. Gli storici che identificano Pribina come il governatore di uno Stato autonomo, il Principato di Nitra (ad esempio, Bartl, Kirschbaum, e Urbańczyk) riferiscono che la "Grande Moravia" si affermò attraverso l'integrazione forzata del suo principato in Moravia sotto Mojmír.

Una cartina che presenta la teoria della coesistenza di due principati (Moravia e Nitra) prima degli anni 830

Il Catalogo delle fortezze e delle regioni a nord del Danubio del IX secolo, il quale contiene un elenco dei popoli che vivevano lungo i confini della Francia orientale in ordine da nord a sud, riportava che i Moravi o Marharii contavano 11 fortezze o civitates. Il documento individuava i Marhari a cavallo tra i Boemi e i Bulgari, menzionando anche i Merehani e le loro 30 fortezze. Secondo Havlík, il quale scrive che la Conversio Bagoariorum et Carantanorum costituiva una versione rivista di appunti redatti da diversi autori in anni separati, i Moravi sono menzionati due volte nel testo, dapprima come Marhari e poi come Merehani. Il riferimento ai Marhari e alle loro 11 fortezze risalerebbe a un arco temporale compreso tra l'817 e l'843, mentre con Merehani ci si riferiva all'entità statale esistente durante il regno di Svatopluk I. In contrasto con Havlík, Steinhübel, assieme a Třeštík e Vlasto, identifica i Merehani con gli abitanti del Principato di Nitra. Un terzo punto di vista è presentato da Püspöki-Nagy e Senga, i quali avanzano l'ipotesi che i Merehanii abitavano le regioni meridionali delle grandi pianure ungheresi a nord del Danubio, ma a sud dei territori dominati dai Bulgari. Le loro 30 fortezze evidenzierebbero l'esistenza di un'altra Moravia nell'Europa centrale.
(Catalogo delle fortezze e delle regioni a nord del Danubio)
Secondo una fonte del XIII secolo, la Storia dei Vescovi di Passau e dei Duchi di Baviera, il vescovo Reginhar di Passau (r. 818-838) battezzò «tutti i Moravi» nell'831. Non si rinvengono ulteriori informazioni sulle circostanze in cui avvenne questa conversione di massa. Vlasto scrive che Mojmír si fosse ormai convertito già al cristianesimo; secondo Petr Sommer e altri storici, invece andò battezzato in quell'occasione. Tuttavia, la Vita di Metodio narra che missionari cristiani «italiani, greci e tedeschi» giunsero in Moravia negli anni 860 e si divisero diffondendo le diverse «correnti religiose». La Vita di Costantino aggiunge che i missionari Franchi orientali non vietavano «l'offerta di sacrifici secondo le antiche usanze», mettendo in luce come i riti pagani proseguirono per decenni anche dopo l'831.
Secondo gli Annali di Fulda, intorno al 15 agosto 846, Ludovico II il Germanico, re dei Franchi orientali (r. 843-876), lanciò una campagna «contro gli slavi della Moravia, che stavano pensando di disertare». Le circostanze esatte in cui avvenne la spedizione militare non appaiono chiare: Vlasto riporta che il monarca approfittò del conflitto interno che seguì dopo la morte di Mojmír, mentre secondo Kirschbaum, Mojmír fu catturato e detronizzato durante la campagna. Tuttavia, è indubbio che Ludovico il Germanico nominò il nipote di Mojmír, Rastislav, come nuovo duca di Moravia durante questa campagna.

### Lotte per l'indipendenza (846-870)

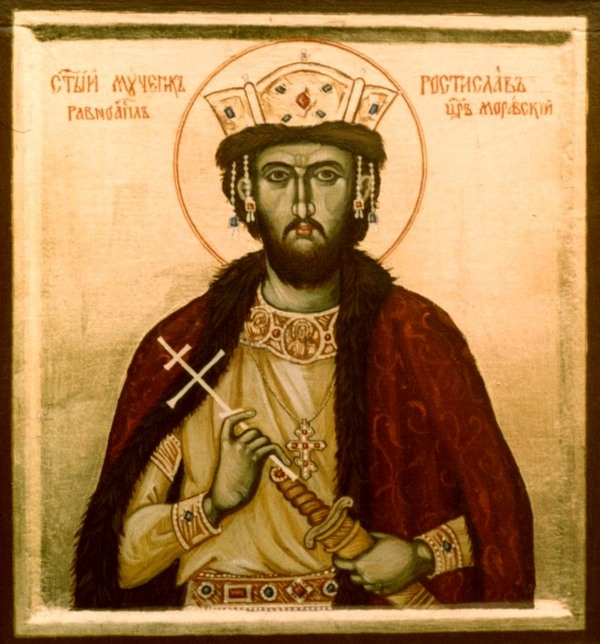
Il principe Rastislav in un dipinto conservato presso la Galleria Nazionale di Bratislava

Rastislav (r. 846-870), che inizialmente accettò l'autorità di Ludovico il Germanico, consolidò la sua posizione all'interno della Moravia ed estese le frontiere del suo regno. Per Kirschbaum, egli assimilò la regione delle colline di Slanské nelle parti orientali dell'attuale Slovacchia. Barford riporta altresì che l'ascesa della «Grande Moravia» nominata da Costantino Porfirogenito cominciò durante il regno di Rastislav.
Il sovrano si rivolse contro i Franchi orientali e appoggiò la ribellione di Ratbod, il prefetto deposto della Marca di Pannonia, contro Ludovico il Germanico nell'853. Il sovrano teutonico si vendicò invadendo la Moravia due anni dopo, nell'855. Secondo gli Annali di Fulda, i Moravi si rintanarono «dietro robuste fortificazioni» e i Franchi orientali dovettero ritirarsi senza poterli sconfiggere, dando vita a combattimenti che durarono fino alla stipula di un trattato di pace nell'859. La tregua originò una situazione di stallo e mostrò a livello internazionale la crescente forza del regno di Rastislav. I conflitti tra Moravia e Francia orientale si trascinarono a lungo per via di svariate motivazioni, soprattutto perché Rastislav si schierò al fianco del figlio di Ludovico il Germanico, Carlomanno, nella sua ribellione contro il padre nell'861. Il primo resoconto di un'incursione compiuta dagli Ungari in Europa centrale pare avvenne in concomitanza di questi eventi. Secondo gli Annali di San Bertino, dei «nemici chiamati Ungari» devastarono il regno di Ludovico il Germanico nell'862, circostanza la quale suggerisce che parteggiarono anch'essi per Carlomanno.
Rastislav desiderava indebolire lo strapotere culturale e l'influenza dei sacerdoti franchi orientali nel suo regno, poiché perseguivano gli interessi della terra da cui provenivano. Egli inviò per la prima volta messaggeri da papa Nicola I nell'861 e gli chiese di spedire missionari in Moravia che sapessero esprimersi nella lingua slava. Non avendo ricevuto risposta da Roma, Rastislav si rivolse all'imperatore bizantino Michele III con la stessa richiesta. Una volta intrapresi i contatti con Costantinopoli, si prodigò inoltre per contrastare l'alleanza recentemente suggellata tra Franchi orientali e Bulgari. Su sua richiesta, l'imperatore inviò in Moravia due fratelli di Salonicco che parlavano l'idioma slavo, Costantino e Metodio (i futuri santi Cirillo e Metodio), nell'863. La Vita di Costantino narra che i due studiarono un primo alfabeto e tradussero il Vangelo in slavo ecclesiastico antico in quel lasso temporale.
Nel frattempo, Ludovico il Germanico attraversò il Danubio e invase nuovamente la Moravia nell'agosto 864. Secondo gli Annali di Fulda, Rastislav dovette a quel punto resistere a un attacco mentre risiedeva «in una vasta [e non meglio definita] città, nella lingua di quel popolo chiamata Dowina». Sebbene i Franchi orientali non fossero riusciti ad espugnare la fortezza, Rastislav accettò comunque di riconoscere la sovranità di Ludovico il Germanico. Ciononostante, continuò a parteggiare segretamente per gli antagonisti politici del monarca dei Franchi orientali. Non troppo tempo dopo, Ludovico il Germanico venne a conoscenza della tattica del moravo e privò un certo conte Werner, «al servizio nei suoi pubblici uffici», perché sospettato di aver cospirato con Rastislav contro la corona.

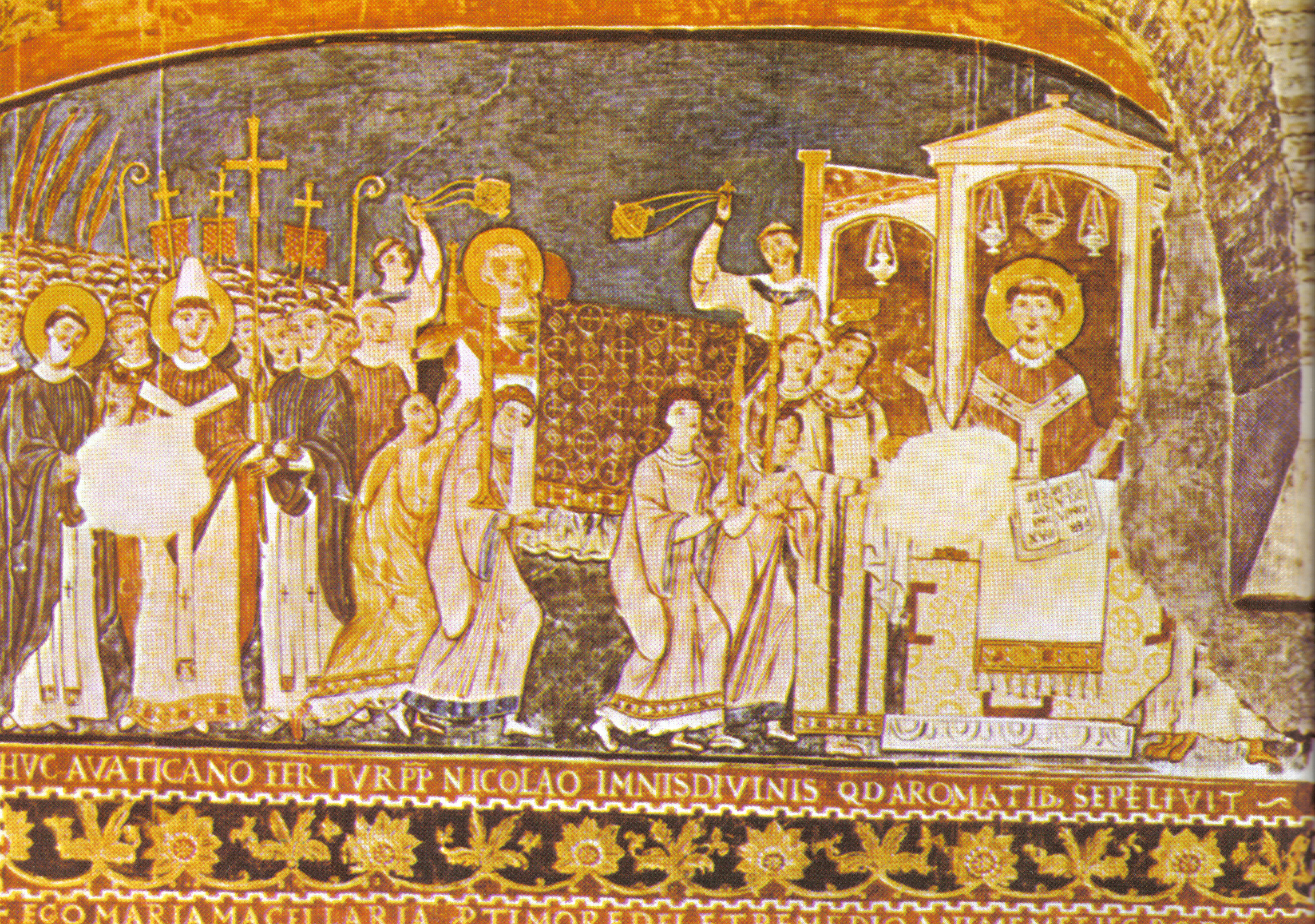
Affresco della Basilica di San Clemente a Roma raffigurante i santi Cirillo e Metodio che portano nella città il corpo di san Clemente

I fratelli bizantini Costantino (Cirillo) e Metodio si recarono in visita a Roma nell'867. Alla fine dell'anno, papa Adriano II, al soglio dall'867 all'872, diede disposizioni relative alla traduzioni di testi liturgici e ordinò al servizio sacerdotale sei dei loro allievi. Il papa informò tre eminenti sovrani slavi (Rastislav, suo nipote, Svatopluk, e Kocel, che amministrava la Bassa Pannonia) della sua approvazione all'utilizzo della lingua volgare nella liturgia in una lettera dell'869. Nell'869, Metodio fu inviato dal papa a Rastislav, Svatopluk e Kocel, ma l'uomo di chiesa giunse solo alla corte del terzo, che lo rimandò dal pontefice. Adriano quindi consacrò Metodio come arcivescovo con il titolo di metropolita di Sirmio, la storica «sede di Sant'Andronico». All'inizio del IX secolo, molti Carantani, antenati degli attuali sloveni, si stabilirono nella regione della Bassa Pannonia, nota anche come Principato del Balaton, a cui si fa riferimento nelle fonti latine come Carantanorum regio, ovvero «la terra dei Carantani». Il nome Carantani rimase in uso fino al XIII secolo. La decisione di Kocel di sostenere Metodio rappresentò una rottura completa con la politica filo-franca di suo padre. Svatopluk a quel tempo amministrava quello che era stato il Principato di Nitra sotto la sovranità di suo zio Rastislav, ma i documenti contemporanei non rivelano l'esatta ubicazione del territorio successore di Svatopluk. Le truppe dei Franchi orientali invasero i regni e di Rastislav e di Svatopluk nell'agosto dell'869. Secondo gli Annali di Fulda, i Franchi distrussero molti forti, sconfissero svariate guarnigioni di truppe morave e accumularono del buon bottino. Tuttavia, non riuscendo a espugnare la fortezza principale di Rastislav, si ritirarono.
(Annali di Fulda)

### Regno di Svatopluk (870-894)

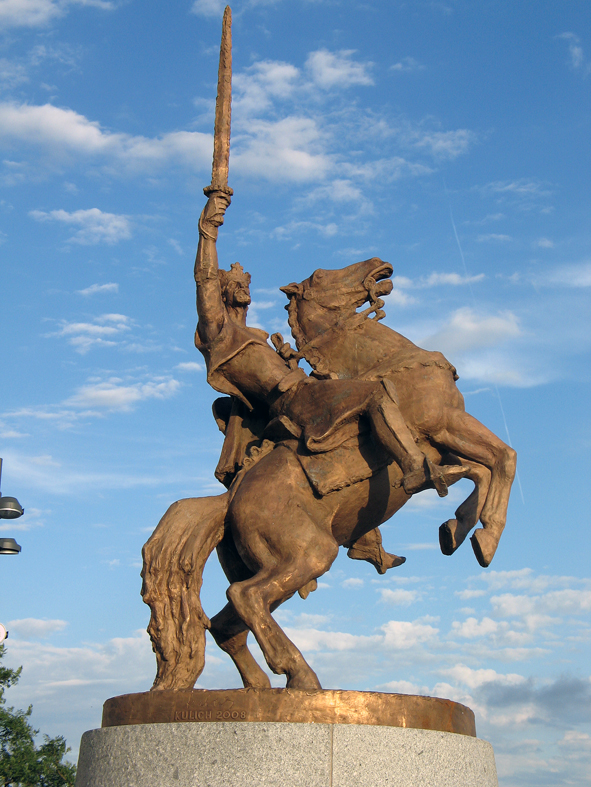
Statua di Svatopluk I sul castello di Bratislava, Slovacchia

Svatopluk si affiliò ai franchi orientali e li aiutò ad assediare Rastislav nell'870. Carlomanno annesse il regno di Rastislav e nominò due nobili teutonici, Guglielmo ed Engelschalk, per amministrarlo. I soldati fedeli ai due aristocratici sopraccitati agirono presto allo scopo di arginare il peso specifico dei moravi, arrestando in primis l'arcivescovo Metodio mentre si recava da Roma in Moravia alla fine dell'anno. Quando gli alleati franchi si rifiutarono espressamente di abbandonare la parte occidentale del suo territorio, Svatopluk, che aveva continuato ad amministrare il proprio regno dopo la caduta dello zio, venne accusato di tradimento e arrestato da Carlomanno su ordine di Ludovico il Germanico nell'871. In un clima abbastanza tumultuoso, i moravi insorsero contro i due governatori franchi ed elessero un parente di Svatopluk, Slavomír, al ruolo di reggente. Quando Svatopluk fu in grado di fare ritorno in Moravia, assunse il comando degli insorti e coordinò la loro rabbia contro i Franchi orientali situati nelle sue terre. Secondo lo storico ceco Dušan Třeštík, fu la ribellione dell'871 a portare alla formazione del primo Stato slavo.
Ludovico il Germanico inviò i suoi eserciti contro la Moravia nell'872: le truppe imperiali saccheggiarono la campagna, ma non riuscirono a prendere la «roccaforte estremamente ben fortificata» dove Svatopluk si rifugiò. Il sovrano moravo riuscì comunque a radunare un esercito in tempi ristretti e sconfisse un discreto numero di combattenti imperiali, costringendo gli ostili a ritirarsi dalla Moravia. Svatopluk avviò presto negoziati con Ludovico il Germanico, che si conclusero con un trattato di pace concluso a Forchheim nel maggio 874. Secondo gli Annali di Fulda, a Forchheim l'inviato di Svatopluk promise che il sovrano ceco «sarebbe rimasto fedele» a Ludovico «per tutti i giorni della sua vita» e accettò di dover pagare un tributo annuale al regno dei Franchi orientali.
Nel frattempo, l'arcivescovo Metodio, rilasciato su richiesta di papa Giovanni VIII (r. 872-882) nell'873, fece ritorno in Moravia. La Vita di Metodio narra che «il principe Svatopluk e tutti i Moravi» decisero di affidargli «tutte le chiese e il clero di tutte le città» situate in Moravia al suo arrivo. In Moravia, Metodio continuò il lavoro di traduzione iniziato dal fratello quando era in vita, dedicandosi infatti alla traduzione di «tutta la Bibbia[,] salvo il Libro dei Maccabei». Tuttavia, i sacerdoti franchi in Moravia si opposero alla liturgia slava e addirittura accusarono Metodio di eresia. Sebbene la Santa Sede non avesse mai negato l'ortodossia di Metodio, nell'880 il Papa nominò il suo principale avversario, Wiching, come vescovo di Nitra su richiesta di Svatopluk, che prediligeva il rito latino.

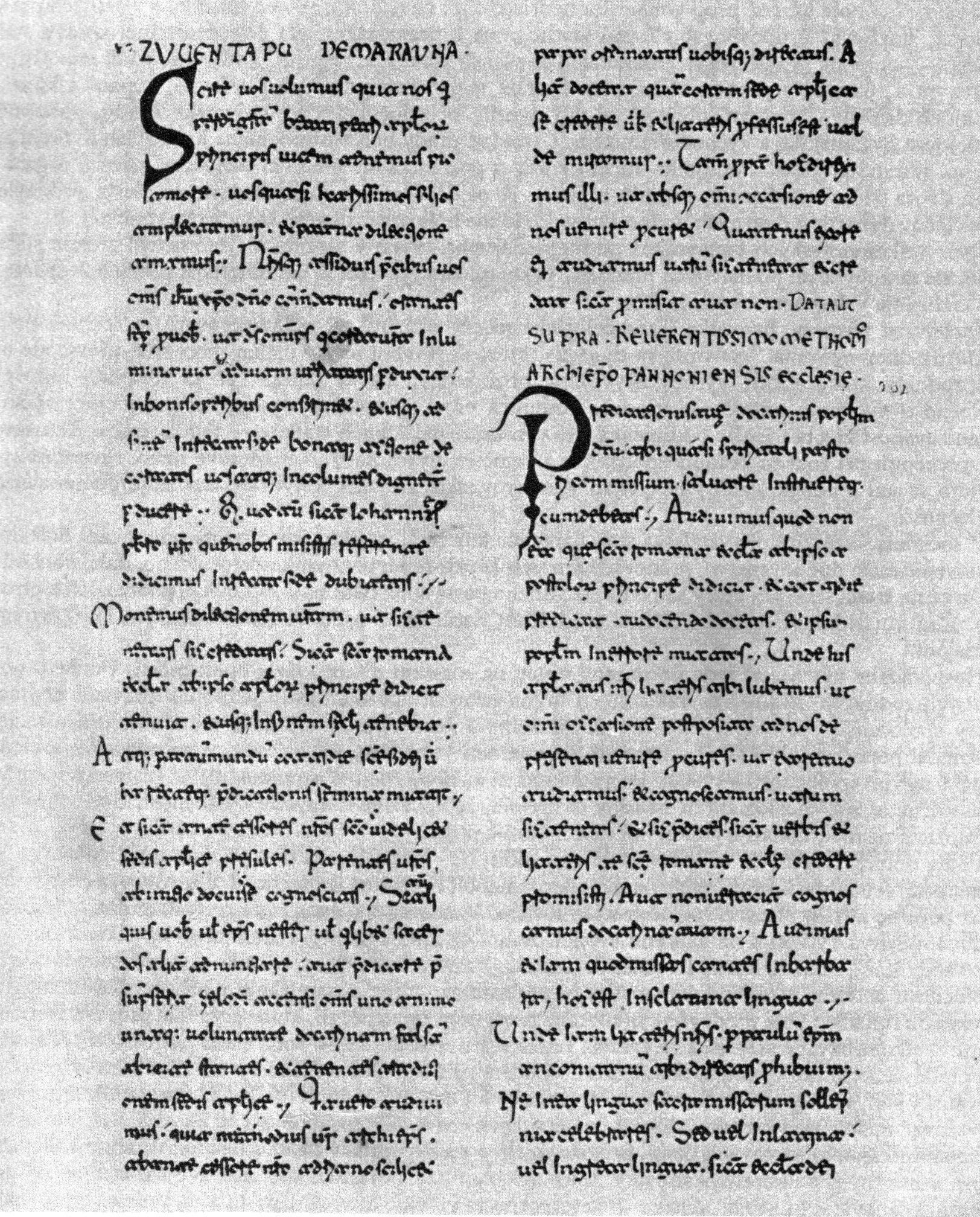
La bolla papale Scire vos volumus dell'879 indirizzata a Svatopluk

Una lettera scritta intorno al 900 dall'arcivescovo Teotmaro di Salisburgo (r. 873-907) e dai suoi vescovi suffraganei menziona che il pontefice inviò Wiching a «un popolo appena battezzato» che Svatopluk «aveva sconfitto in guerra e fatto convertire dal paganesimo al cristianesimo». Altre fonti provano che Svatopluk allargò significativamente i confini del suo regno. Ad esempio, secondo la Vita di Metodio, la Moravia «cominciò ad espandersi molto di più in tutte le terre e a sconfiggere con successo i suoi nemici» nel periodo seguente all'874. La stessa fonte scrive di un «principe pagano molto potente che si stabilì sulla Vistola», nell'attuale Polonia, che perseguitò i cristiani nel suo paese, ma fu attaccato e imprigionato da Svatopluk.
Su richiesta di Metodio, nel giugno 880 papa Giovanni indirizzò la bolla Industriae tuae a Svatopluk, rivolgendosi a lui come «conte glorioso» (gloriosus comes). Nel documento, il papa si riferisce a Svatopluk come «[a]l figlio unico» (unicus filius) della Santa Sede, riservandogli così un titolo che fino a quel momento era stato utilizzato solo nella corrispondenza pontificia con imperatori e candidati al rango imperiale. Il papa concesse esplicitamente la protezione della Santa Sede al monarca moravo, ai suoi funzionari e sudditi. Inoltre, si confermava nell'atto ufficiale la posizione di Metodio come capo della chiesa in Moravia con giurisdizione su tutti i sacerdoti, compresi quelli di etnia franca, localizzati nel regno di Svatopluk. L'antico slavo ecclesiastico fu riconosciuto come quarta lingua liturgica insieme al latino, al greco e all'ebraico.
La versione estesa degli Annali di Salisburgo fa menzione di un'incursione dei magiari e dei Cabari (un sottogruppo dei Cazari) nella Francia orientale nell'881. Secondo Gyula Kristó e altri storici, Svatopluk finanziò l'aggressione perché i suoi rapporti con Arnolfo (il figlio di Carlomanno, re della Francia orientale, che amministrava la Marca di Pannonia) diventò teso. Senza lasciare spazio a differenti interpretazioni, l'arcivescovo Teotmaro di Salisburgo accusò i moravi di aver assoldato «un gran numero di Ungari» come mercenari e di averli inviati contro i Franchi orientali in un anno non meglio specificato.

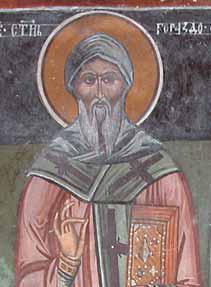
Raffigurazione di San Gorazdo, un discepolo di San Cirillo e Metodio di origine morava, che era il successore designato dell'arcivescovo Metodio

Durante la guerra guglielmina, una guerra civile combattuta tra due fazioni di nobili locali nella Marca di Pannonia che durò dall'882 all'884, Svatopluk fu capace di «radunare truppe da ogni terra slava» e partì all'invasione della Pannonia. Secondo la versione bavarese degli Annali di Fulda, l'invasione moraviana «condusse alla devastazione la Pannonia», specificatamente la zona ad est del fiume Raab. Tuttavia, Regino di Prüm afferma che fu Arnolfo di Carinzia a mantenere il controllo sulla Pannonia nell'884. Svatopluk ebbe un incontro con l'imperatore Carlo il Grosso a Tulln an der Donau, in Baviera, nell'884: a seguito delle conversazioni intrattenute, il «dux» Svatopluk divenne vassallo dell'imperatore e «gli giurò fedeltà», promettendo che non avrebbe mai attaccato il suo regno.
L'arcivescovo Metodio morì il 6 aprile 885. Guidati dal vescovo Wiching di Nitra, gli oppositori di Metodio approfittarono della sua dipartita e persuasero papa Stefano V (r. 885-891) a limitare l'uso dello slavo ecclesiastico antico nella liturgia nella bolla Quia te zelo fidei. Il vescovo Wiching continuò a perseguire il suo conservatorismo convincendo Svatopluk ad espellere tutti i discepoli di Metodio dalla Moravia nell'886, rovinando così il periodo fiorente nell'ambito letterario e culturale degli slavi dell'Europa centrale: gli slovacchi impiegarono quasi mille anni per sviluppare un nuovo linguaggio letterario.
Papa Stefano indirizzò la bolla Quia te zelo fidei a Zventopolco regi Sclavorum («Svatopluk, re degli Slavi»), lasciando intuire che, almeno dall'855, il moravo agiva in veste di monarca. Allo stesso modo, gli annali franchi occasionalmente si riferivano a Svatopluk come re raccontando gli eventi accaduti in questo periodo. La Cronaca del Prete di Doclea, una fonte del tardo XII secolo dalla dubbia affidabilità storiografica, narra che «Sventopelk» ricevette la corona «sul campo di Dalma» alla presenza di un legato pontificio.
La Moravia raggiunse la sua massima estensione territoriale negli ultimi anni del regno di Svatopluk. Secondo Regino di Prüm, il re Arnolfo della Francia orientale «affidò il comando dei Boemi al re Zwentibald degli slavi della Moravia» nell'890. Bartl e altri storici slovacchi scrivono che Svatopluk «probabilmente» annesse anche la Slesia e la Lusazia nei primi anni 890. Secondo gli Annali di Fulda, il re Arnolfo propose un incontro a Svatopluk nell'892, «ma quest'ultimo, come al solito, rifiutò di andarvi, di tradire la sua fedeltà e di rinnegare ogni promessa fatta in passato». Per tutta risposta, Arnolfo invase la Moravia nell'892, ma non riuscì a sconfiggere Svatopluk, sebbene anche i cavalieri magiari appoggiassero il monarca dei Franchi orientali.

### Declino e caduta (894-prima del 907)

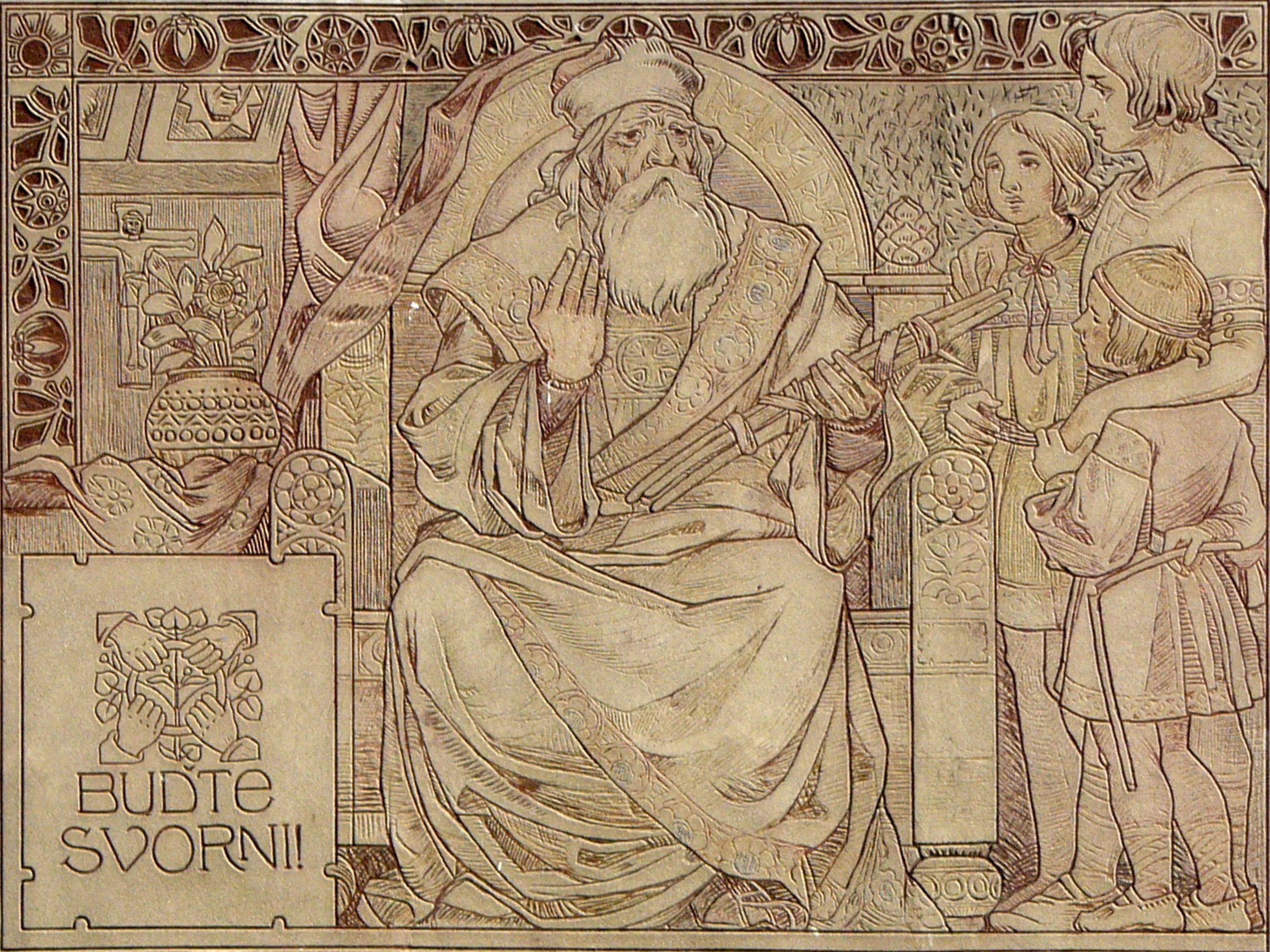
Svatopluk I con i suoi tre figli – Mojmír II, Svatopluk II e Predslav

Svatopluk, secondo Regino di Prüm «uomo ritenuto più prudente del comune tra la sua gente e molto astuto per natura», morì nell'estate dell'894. Egli divise i suoi domini assegnandoli ai due figli Mojmír II e a Svatopluk II, che gli succedettero rispettivamente come rex della Grande Moravia e come principe del Principato di Nitra. Mojmir II vide presto disintegrarsi quanto possedeva, perché le tribù sottomesse con la forza al dominio di Svatopluk iniziarono a contrastare la supremazia morava. Quando ad esempio i duchi boemi concentrati nella regione di Praga accettarono la sovranità del re Arnolfo nel giugno 895, Mojmír II dovette tentare di ripristinare la sua supremazia nei seguenti due anni, non riuscendo a riportare successi. Riscosse maggiore fortuna in campo religioso, riuscendo a ripristinare l'organizzazione della Chiesa in Moravia dopo aver convinto papa Giovanni IX (r. 898-900) a inviare i suoi ambasciatori in Moravia nell'898. In breve tempo, i legati insediarono un arcivescovo e «tre vescovi come suoi suffraganei» in Moravia.
I conflitti poi scoppiati tra Mojmír II e suo fratello minore Svatopluk II diedero a re Arnolfo il pretesto per inviare i suoi guerrieri in Moravia nell'898 e nell'899. Negli Annali di Fulda si legge che il «giovane» Svatopluk II fu salvato dalle forze bavaresi «dalle segrete della città in cui era tenuto con i suoi uomini» nell'899. Secondo Bartl, Svatopluk II, il quale aveva come detto ereditato dal padre il «Principato di Nitra», vide i bavaresi distruggere anche la fortezza della capitale in quell'occasione.
Per la maggioranza delle fonti quasi contemporanee, gli ungari ebbero un ruolo di primo piano nel declino della Moravia, avendo infatti approfittato della crisi interna. Regino di Prüm riporta in tal senso che i «figli di Svatopluk I amministrarono il suo regno per un breve e travagliato periodo di tempo, perché i magiari distrussero completamente le terre a loro facenti capo». Gli ungari diedero il via alla conquista del bacino dei Carpazi dopo la sconfitta riportata nei territori più occidentali della steppa pontico-caspica intorno all'895 da parte di una coalizione di bulgari e peceneghi. Solo una fonte tarda, il resoconto di Giovanni Aventino del XVI secolo, riferisce che gli ungari a quel tempo controllavano vaste regioni ad est dei fiumi Hron e del Danubio nell'area dei Carpazi.
Una lettera di Teotmaro di Salisburgo e dei suoi suffraganei attesta che, intorno al 900, i moravi e i bavaresi si accusavano a vicenda di aver stretto alleanze con secondi fini con gli ungari, prestando giuramenti «tramite il sacrifizio di cani e lupi e altre indicibili tradizioni pagane». Secondo Liutprando di Cremona, i magiari già «reclamavano per sé la nazione dei moravi, la quale re Arnolfo aveva sottomesso con il proprio contributo», al momento dell'incoronazione di suo figlio, Ludovico IV il Fanciullo, nel 900. Gli Annali di Grado aggiungono che una grande armata ungherese «attaccò e invase» i moravi nel 900. Di fronte alla minaccia di ulteriori attacchi ostili, Mojmír II concluse un trattato di pace con Ludovico il Fanciullo nel 901. Nel corso delle successive battaglie combattute tra il 904 ed il 907 i due principi ereditari, Mojmír II e Svatopluk II, persero entrambi la vita.
A causa della mancanza di prove documentali, l'anno in cui la Moravia terminò di esistere non può essere determinato con certezza. Róna-Tas indica che gli ungari occuparono la Moravia nel 902, mentre Victor Spinei asserisce che ciò avvenne nel 903 o 904 e Spiesz che lo Stato moravo cessò di esistere nel 907. L'Inquisitio de theloneis Raffelstettensis, unico testo sopravvissuto relativo al diritto commerciale nell'Alto Medioevo ed emanato negli anni 903–906, fa ancora riferimento ai «mercati dei moravi», lasciando intendere che la Moravia esistesse ancora a quel tempo. Appare fuori dubbio che nessuna forza morava prese parte alla battaglia di Presburgo, dove gli ungari sbaragliarono una grande forza bavarese nel 907.
(Prima Leggenda di Naum di Ocrida)

### Eredità
Le incessanti invasioni straniere trasformarono una porzione consistente dell'Europa centrale in un teatro di guerra. A seguito della battaglia di Pressubrgo del 907, la parte occidentale della Grande Moravia divenne uno Stato cuscinetto, il Margraviato di Moravia, creato appositamente per tamponare la minaccia delle invasioni dei magiari. Tuttavia, dopo la battaglia di Lechfeld del 955, in cui l'imperatore del Sacro Romano Impero Ottone I debellò definitivamente la minaccia magiara, l'esistenza di quest'entità appariva superflua. Pertanto, esso venne assorbito dal duca boemo Boleslao I e in seguito annesso al regno di Polonia nel 999 per opera del re di Polonia Boleslao I, tornando infine ancora in mano boema nel 1019. La parte meridionale del regno della Grande Moravia venne conquistato dal capo magiaro Lehel nel 925, mentre nel 955 finì sotto il dominio dell'antica dinastia magiara degli Arpadi.
Il resto del territorio della Grande Moravia restò sotto il dominio della locale nobiltà slovacca, e tra l'anno 1000 ed il 1001 gran parte di esso venne annesso dal re polacco Boleslao I, fatta eccezione per una parte che finì sotto il regno d'Ungheria intorno al 1030.

## Politica

### Fonti
Le fonti scritte del IX secolo non contengono quasi nessuna informazione sulla politica interna della Moravia. Sopravvivono solo due testi legali, il Nomocanon e la Legge del Tribunale per il Popolo. Il primo è una traduzione di una raccolta di diritto ecclesiastico bizantino e si basa sul codice giuridico bizantino dell'VIII secolo noto come Ecloga. Entrambi furono completati da Metodio poco prima della sua morte, avvenuta nell'885.
Oltre allo studio delle cronache e delle carte altomedievali, è stata la ricerca archeologica a contribuire alla comprensione dell'apparato statale e della società morava. I centri abitati di Mikulčice, Pohansko e Staré Město sono tornati alla luce negli anni '50 e '60. Tuttavia, come riporta Macháček, «l'enorme quantità di reperti e dati acquisiti deve ancora essere adeguatamente catalogata e studiata».

### Ordinamento dello Stato

#### Monarchi

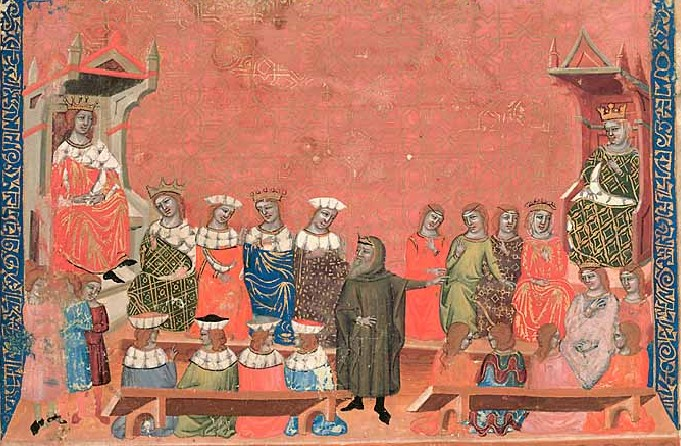
Svatopluk raffigurato nella Cronaca di Dalimil travestito da monaco alla corte di Arnolfo di Carinzia, re dei Franchi orientali (XIV secolo)

La Moravia era governata da monarchi con un «grado di parentela più ampio» legati alla casata dei moimoridi. Il trono di rado passava di padre in figlio, con il solo Svatopluk I a vedere come suo successore il proprio primogenito. Rastislav ascese il trono attraverso l'intervento del monarca dei Franchi orientali e Slavomir fu eletto duca quando i Franchi catturarono Svatopluk nell'871. Quest'ultimo caso rivela la forte pretesa della dinastia di Mojmír al trono, perché Slavomir era stato ordinato sacerdote al momento della sua elezione. I re moravi ricevevano solitamente il titolo di ducis ("duca") e più di rado quello di regis ("re") o malik ("sovrano") nei documenti del IX secolo. Delle tombe all'interno di una chiesa sono state scoperte solo a Mikulčice, circostanza che permette di comprendere come solo chi aveva il sangue blu godeva del diritto esclusivo di riposare in un luogo così prestigioso.
Elenco dei monarchi
- 820–846: Mojmír I
- 846–870: Rastislav
- 870–894: Svatopluk I
- 871-871: Slavomir
- 894–901: Mojmír II
- 894–899: Svatopluk II

#### Aristocrazia
L'esistenza di un'aristocrazia locale è ben documentata: fonti contemporanee parlano di «uomini al potere» (optimates o primates), e nobiles viri o principes. Tuttavia, le fonti primarie non rivelano le basi del potere dei capi moravi. Tombe riccamente arredate (ad eccezione di quella di Blatnica, che costituisce secondo Štefan «un ritrovamento dalla datazione incerta») sono stati rinvenuti solo a Mikulčice e in altre grandi fortificazioni controllate dai monarchi. Riferisce Štefan che la concentrazione di beni di prestigio nelle città mostra che «l'immediato contatto con il sovrano, che certamente viaggiato tra i centri, era apparentemente la migliore strategia vincente per l'élite al vertice». Inoltre, gli optimates avevano un ruolo non trascurabile nel governo, con i monarchi che non prendevano decisioni importanti senza discuterle in un consiglio formato dai «duchi» moravi.

### Amministrazione
Gli Annali di Fulda non si riferiscono mai ai monarchi moravi come governanti di uno stato, ma come capi di un popolo (dux Maravorum o "duca dei Moravi"). Considerando tale aspetto, Macháček scrive che «la Grande Moravia non fu organizzata principalmente su base territoriale […], ma più probabilmente sulla base di legami di parentela reali o fittizi all'interno della struttura tribale». D'altra parte, Havlík asserisce che la Moravia andò divisa in contee ciascuno guidato da «nobili ricchi, ritenuti degni di onore e di buona famiglia» definiti zupani (župa); sostiene inoltre che il numero delle contee aumentò da 11 a 30 entro la seconda metà del IX secolo. Štefan aggiunge che l'esistenza di gruppi sparsi di contadini guerrieri, come suggerisce la ricerca archeologica, implica l'esistenza di unità territoriali amministrative, perché senza un tale sistema i monarchi non potrebbero organizzare le loro campagne.
Svatopluk incorporò un certo numero di tribù slave (inclusi i boemi e i vistolani) nel suo impero. Pur essendo le comunità amministrate formalmente da vassalli principi o governatori, esse conservarono una propria autonomia, evento che contribuì alla rapida disintegrazione della Moravia di Svatopluk dopo la sua morte. Secondo Bartl, Kirschbaum, Štefan, e altri storici la Grande Moravia vantava due centri amministrativi. Per Havlík, i termini «terre morave» (Moravьskskyję strany), «Moravia superiore» (vyšnьnii Moravě, vyšnьneję Moravy) e «regno dei moravi» (regna Marahensium, regna Marauorum) utilizzati nei documenti del IX secolo si riferiscono all'organizzazione dualistica della realtà morava, costituita dal «Regno di Rastislav» (regnum Rastizi) e dal «Regno di Svatopluk» (regnum Zwentibaldi). Altri storici identificano il primo con la moderna Moravia nella Repubblica Ceca, il secondo con il Principato di Nitra nell'attuale Slovacchia. Ad ogni modo, si tratta di una ricostruzione non universalmente accettata. Il regno di Svatopluk è stato identificato pure con la più ampia regione di Staré Město o con le terre tra il Danubio e il Tibisco o ad est del Tibisco.

### Guerra
Le fonti conosciute riportano circa 65 eventi bellici inerenti alla Grande Moravia. Le più dettagliate descrizioni si devono a scritti franchi realizzati durante il regno di Svatopluk. La struttura dell'esercito della Grande Moravia si basava principalmente su un'antica concezione feudale del servizio militare, svolto principalmente dalle élite al potere.
Il nucleo dell'esercito della Grande Moravia vedeva un corteo principesco composto da guerrieri professionisti, responsabili altresì della riscossione dei tributi e della punizione dei trasgressori (družina). La družina si componeva di membri dell'aristocrazia ("la vecchia guardia") e di gruppi militari principeschi ("le nuove leve"). Alcuni combattenti formavano una guardia armata permanente per il principe, mentre gli altri sorvegliavano le fortezze o altri punti strategici. La družina era probabilmente relativamente leale e forniva un sostegno stabile al principe, poiché non si rintracciano notizie di una qualche insoddisfazione nei suoi confronti o di insurrezioni. La sezione permanente dell'esercito aveva una natura ispirata perlopiù alla cavalleria. La cavalleria pesante della Grande Moravia emulava quella dei franchi orientali, con il costoso equipaggiamento che solo il ceto nobile poteva permettersi (un viaggiatore arabo contemporaneo, Ahmad ibn Fadlan, riferì inoltre che Svatopluk I era uno dei pochi a disporre di molti cavalli idonei alle battaglie). La dimensione complessiva della družina è stimata da Ruttkay tra i 3.000 e i 5.000 uomini. Nel caso di grosse mobilitazioni, la cavalleria era rinforzata da ulteriori unità più piccole reclutate dal cortei di magnati locali e di comunità tradizionali (občina). Il secondo gruppo che costituiva l'esercito, detto pohotovosť, era costituito da classi inferiori di liberi cittadini che non erano, nella maggior parte dei casi, guerrieri professionisti. Tuttavia, grazie al loro gran numero e alla conoscenza dei tipi prevalenti di armi, rappresentavano una seria forza militare. Essi svolsero un ruolo decisivo perlopiù nella difesa del territorio della Grande Moravia; la loro partecipazione alle guerre di espansione si faceva meno comune. L'esercito era guidato dal principe o, in sua assenza, da un comandante in capo chiamato voivoda. La dimensione massima dell'esercito è stimata in 20.000-30.000 uomini. In caso di aggressione esterna, la gente comune partecipava ad azioni di difesa e di diversione. Un elemento importante della difesa della Grande Moravia risultava l'apparato di fortificazioni difensive esistenti, difficili da assediare e spesso sorvegliare da sentinelle. Ad esempio, un cronista franco riferiva con timore reverenziale delle dimensioni della fortezza di Rastislav (firmissimum, ut feritur, vallum).
L'arma tipica di un fante slavo occidentale era un'ascia di una forma specifica chiamata bradatica. Le lance venivano in genere usate sia dalla fanteria sia dalla cavalleria. Non si adoperavano le armi associate a popolazioni nomadi passate (come gli Avari) quali la sciabola, l'arco composito e altri generi specifici di lance. D'altra parte, l'equipaggiamento militare subì sempre più le influenze occidentali e divennero popolari nuovi tipi di armi come le spade a doppio taglio (rari prima del IX secolo). Gli arcieri, a differenza del periodo precedente, facevano già parte della fanteria.

## Società

### Struttura dell'insediamento

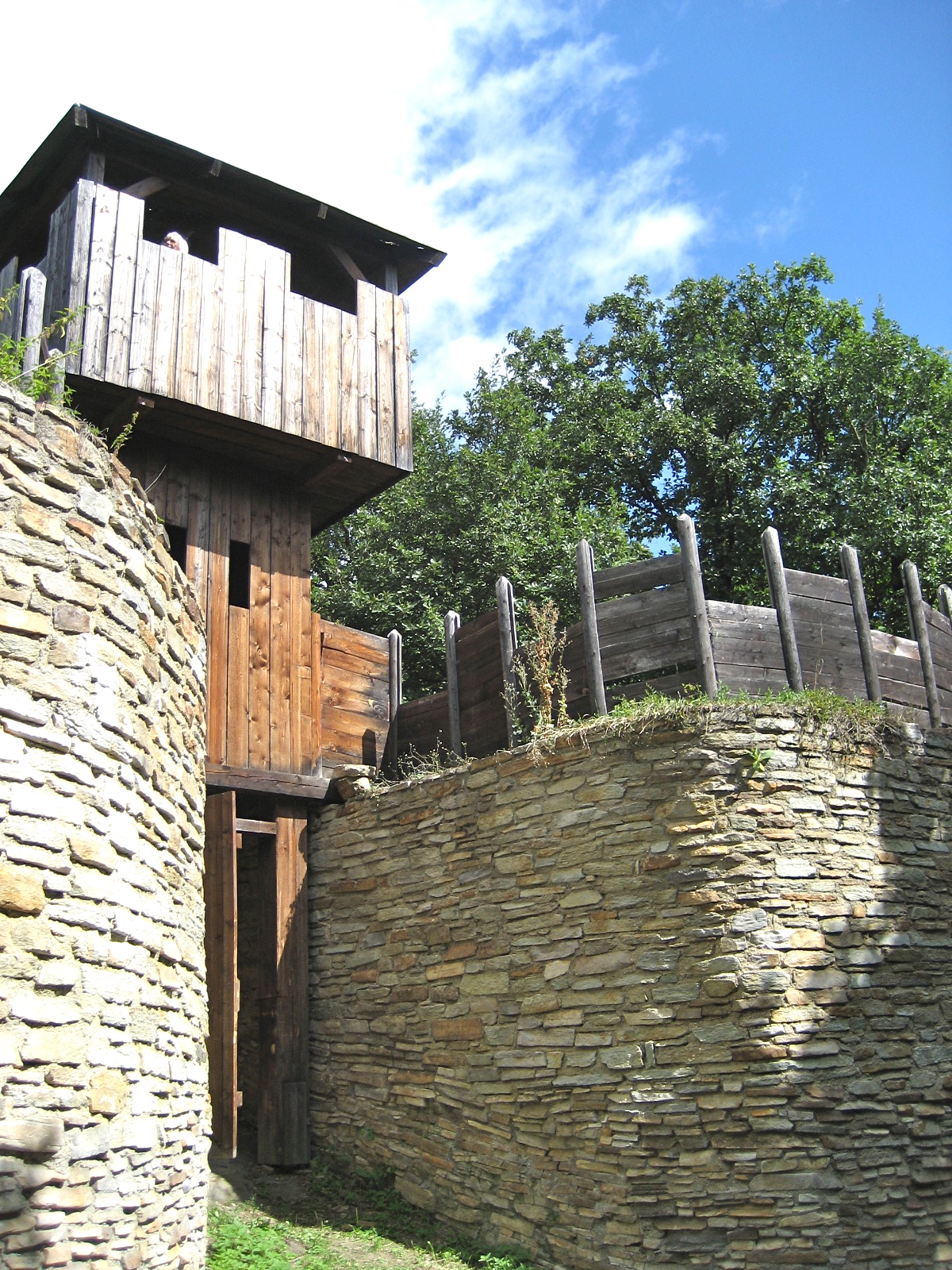
Ricostruzione dell'ingresso e dei bastioni della Grande Moravia a Thunau am Kamp, in Austria

Gli agglomerati urbani della Grande Moravia, di solito, si presentavano sotto forma di insediamenti fortificati ben difesi costruiti sia in posizioni elevate sia in aree pianeggianti come paludi e isole fluviali. La maggior parte dei castelli della Grande Moravia erano fortezze di collina piuttosto grandi, fortificate da palizzate di legno, muri in pietra e, in alcuni casi, fossati. I tipici bastioni della Grande Moravia combinavano un muro a secco esterno in pietra con una struttura interna in legno riempita di terra. Le roccaforti di solito formavano diverse mura concentriche, con gli edifici dI primaria importanza concentrati al centro e l'artigianato entro le mura esterne. Il grosso delle costruzioni era in legno, mentre invece le strutture ecclesiastiche e le abitazioni residenziali in pietra. In molti casi, gli insediamenti sorgevano sopra siti di epoca preistorica. Le città della Grande Moravia, specialmente nell'odierna Repubblica Ceca e pianure della Slovacchia, erano spesso lontane dal luogo in cui veniva estratta la pietra e il materiale veniva trasportato per decine di chilometri.
Gli insediamenti della Grande Moravia possono essere suddivisi in quattro categorie principali. Le più importanti erano località con funzioni centrali come Mikulčice, Staré Město e Nitra, dove diversi castelli e insediamenti componevano un enorme agglomerato fortificato in stile (pre)urbano. Oltre ai centri principali, il sistema degli insediamenti fortificati comprendeva presidi amministrativi di rilevanza regionale, forti la cui funzione primaria appariva quella difensiva e strutture a mo' di rifugio non controllate stabilmente ma utilizzate in situazioni di pericolo. Le costruzioni difensive più imponenti erano sovente protette da una catena di forti più piccoli, in modo tale da tutelare le rotte commerciali e fornire riparo ai contadini in caso di attacco. Si documenta altresì l'esistenza di corti nobiliari come a Ducové e in altri luoghi. La pianta si ispirava probabilmente alle curtes (al singolare curtis) carolinge.
Nel IX secolo, Mikulčice, l'area fortificata centrale, o Acropolis, era situata su un'isola del fiume Morava ed era circondata da un bastione in pietra che inglobava un perimetro di 60.000 m² (esteso insediamento extramurale di 2 km² non fortificato). Sebbene l'ubicazione della capitale della Grande Moravia, «Veligrad», non sia stata identificata, Mikulčice con il suo palazzo e le 12 chiese è il sito più ampiamente accettato. Un importante insediamento si ergeva a Pohansko, vicino a Břeclav. Nitra, centro della parte orientale dell'impero, era governata autonomamente dall'erede della dinastia sotto forma di appannaggio. Nitra era costituita da diversi grandi insediamenti fortificati con varie funzioni e da una ventina di villaggi di artigiani specializzati, che la rendevano una vera metropoli del suo tempo. L'artigianato includeva lavoratori di beni di lusso, come gioielli e vetro. L'agglomerato era circondato da una serie di forti più piccoli.

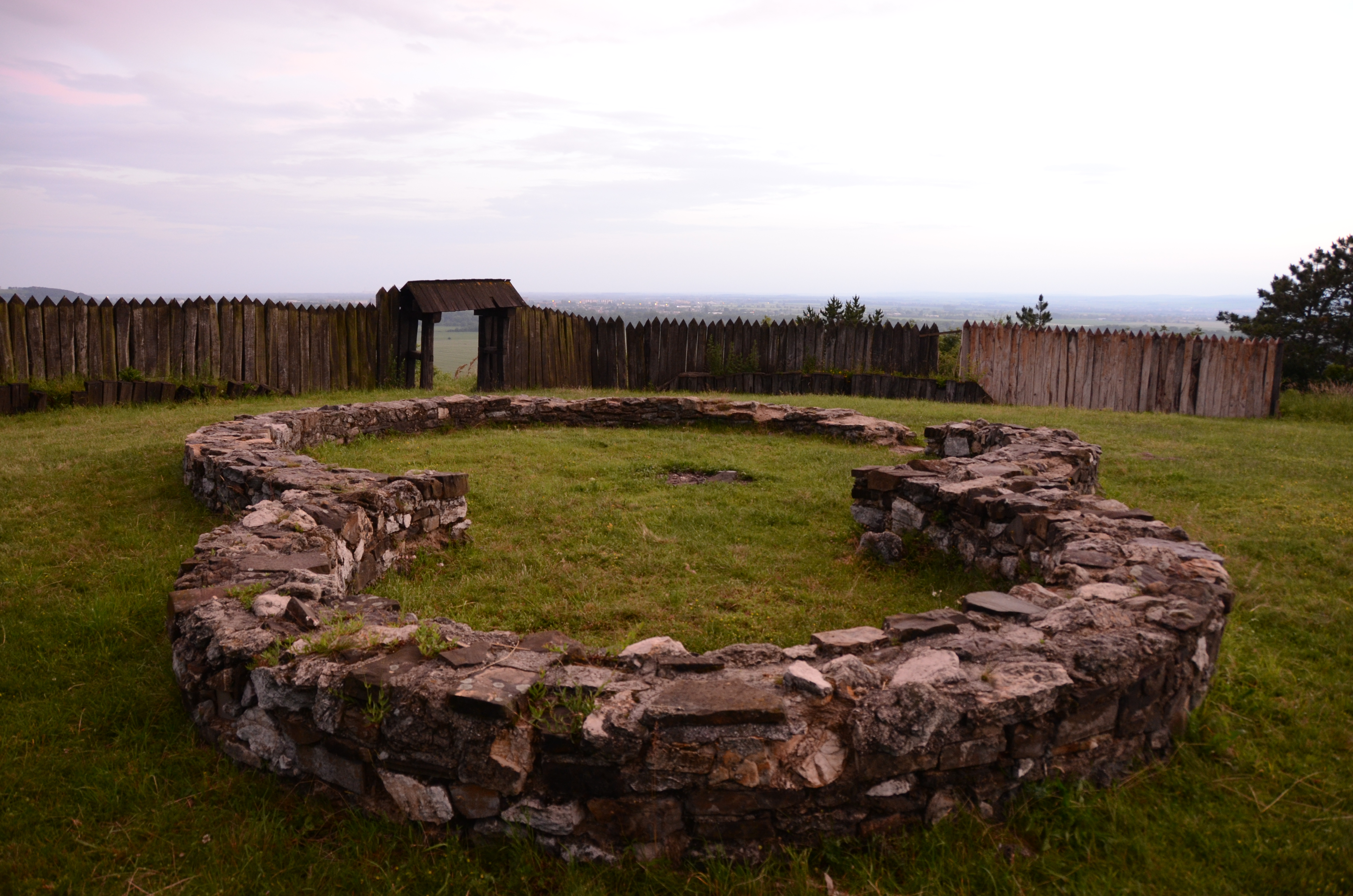
Fondamenta di una rotonda preromanica a Ducové

Il castello di Bratislava si componeva di un palazzo in pietra a due piani e una spaziosa basilica a tre navate, risalente alla metà del IX secolo. Gli scavi del cimitero situato vicino alla basilica hanno portato alla luce pezzi di gioielli della Grande Moravia simili per stile e qualità a quelli di Mikulčice. Il nome del castello compare per la prima volta nel 907, durante la caduta della Grande Moravia, con il nome di Brezalauspurc. Questo nome significa letteralmente o «castello di Predslav», dal nome di un figlio di Svatopluk I menzionato a Cividale del Friuli, o «castello di Braslav» in onore di Braslav di Croazia, un conte nominato dal re Arnolfo di Carinzia dei Franchi orientali. L'agglomerato di diversi insediamenti fortificati è stato portato alla luce nella slovacca Bojná, evento che ha permesso la scoperta di importanti reperti legati alla cristianizzazione del territorio. Benché numerosi castelli furono costruiti sulle colline intorno alle valli dei fiumi Váh e Nitra, così come altre aree (ad es., Detva, Zeplín, Čingov), non se ne rintraccia alcuno nel sud-est della Slovacchia.
Il robusto castello di Devín, nei pressi di Bratislava, perseguiva la funzione di proteggere la Grande Moravia dagli attacchi dell'ovest. Malgrado alcuni autori affermino che andò costruito solo in seguito come roccaforte del re d'Ungheria, gli scavi hanno portato alla luce un antico insediamento fortificato slavo fondato nell'VIII secolo. Durante il periodo della Grande Moravia, il castello di Devín era la sede di un signore locale, i cui servitori furono sepolti intorno a una chiesa cristiana in pietra. Queste due strutture difensive furono rinforzate da fortificazioni più piccole a Devínska Nová Ves, Svätý Jur e altrove. Un altro esempio risulta la fortezza di Thunau am Kamp vicino a Gars am Kamp, sulle acque del Kamp, in Bassa Austria. Le roccaforti riutilizzavano le difese sopraelevate dell'Età del bronzo ed erano solo leggermente meno estese (0,20 km² circa) rispetto a quanto fosse vasta la capitale dell'imperatore dei Franchi orientali a Ratisbona.
Il numero di forti scoperti supera quello registrato nelle fonti (11 centri di Moravi e 30 centri di «altri Moravi» o Merehanos; le opinioni divergono su come interpretare il riferimento a Merehanos). Sebbene gli unici castelli menzionati per nome nei testi scritti siano Nitrawa (828; identificato con Nitra), Dowina (864; talvolta identificato come castello di Devín) e forse Brezalauspurc (907; talvolta identificato con il castello di Bratislava), alcune fonti elecano persino Užhorod, in Ucraina, come fortezza morava nel 903. Il castello di Devín viene talvolta identificato con «la fortezza del principe Rastislav» menzionata negli Annali di Fulda.

### Demografia

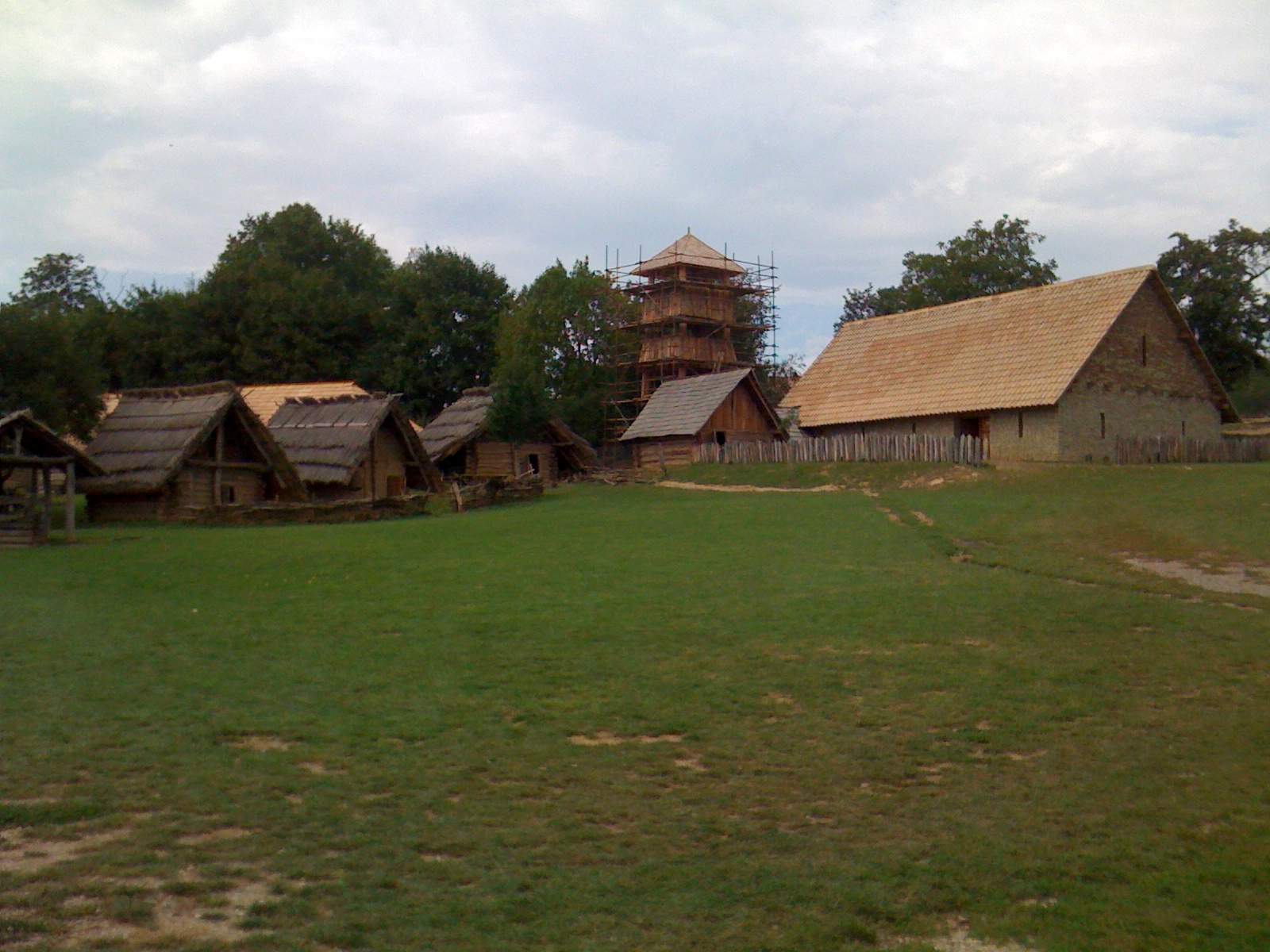
Ricostruzione moderna a Modrá di un villaggio tipico risalente all'epoca della Grande Moravia

La Grande Moravia era abitata perlopiù da Slavi occidentali, il più ampio gruppo etno-linguistico slavo. Le prime tribù slave stabilitesi nell'Europa centrale approfittarono della partenza dei Germani orientali, i quali avevano in gran parte lasciato quest'area durante le invasioni barbariche; gli Slavi occidentali finirono con il tempo per «assimila[re] le restanti popolazioni celtiche e germaniche» della zona.
I moravi avevano forti legami culturali con i loro vicini occidentali, i Franchi, come dimostrano alcuni reperti ritrovati realizzati secondo canoni di ispirazione carolingia. Le prove archeologiche dimostrano che la cultura materiale del IX secolo della moderna Moravia doveva diversi aspetti alla sfera franca e lasciava trapelare qualche piccola influenza bizantina. L'impatto carolingio si fece sentire in tutte le sfere della vita quotidiana nella Grande Moravia; anche quando l'impero carolingio fu diviso, la dinastia ottoniana non cancellò le vecchie tradizioni e, di riflesso, i nuovi Stati medievali slavo-occidentali presero in prestito ulteriori usi dell'eredità carolingia attraverso l'impero ottoniano.
La maggior parte della popolazione era formata da uomini liberi, obbligati a contribuire fiscalmente con il pagamento di una tassa annuale. Non mancavano inoltre casi di schiavitù e servitù della gleba. L'analisi dei cimiteri altomedievali in Moravia mostra che il 40% degli uomini e il 60% delle donne morivano prima di raggiungere i 40 anni. Più del 40% delle tombe conteneva i resti di bambini compresi in termini di età tra uno e dodici anni. Tuttavia, i cimiteri documentano anche un'alimentazione ricca e un'assistenza sanitaria di un certo livello. Ad esempio, un terzo degli scheletri esaminati non presentava carie o denti perduti né fratture ossee guarite senza lussazione.

## Economia
Le grandi fortezze del IX secolo rinvenute a Mikulčice e in altri luoghi si trovavano nella più ampia regione della confluenza dei fiumi Morava e Danubio. Due importanti rotte commerciali attraversavano la regione in quell'epoca storica, il Danubio e l'antica via dell'ambra, il che implica che questi insediamenti, tutti localizzati sui fiumi, fossero importanti centri di commercio. Reperti di utensili, materie prime, e semilavorati mostrano che in tali agglomerati esistevano anche quartieri abitati da artigiani. Le grandi fortezze erano circondate da un numero di piccoli villaggi dove la gente del posto si dedicava all'agricoltura. Le colture principali riguardavano frumento, orzo, miglio e altri cereali, mentre con riguardo alla zootecnia si allevavano bovini, maiali, pecore e cavalli. La taglia degli animali era relativamente piccola: per esempio, gli equini non superavano la grandezza del moderno cavallo di Przewalski.
Non si rintraccia alcuna prova della circolazione di una valuta ufficiale o più usata localmente, con la presenza di monete straniere altrettanto scarna. Secondo Bialeková e altri archeologi, i lingotti a forma di ascia (grivna) rinvenuti in gran numero nelle fortezze fungevano da "proto-valuta". Tale teoria non è stata universalmente accettata, perché questi oggetti sono stati interpretati anche come «prodotti intermedi destinati a ulteriori fini». Secondo Macháček, la penuria di monete significava che i monarchi moravi non potevano «riscuotere efficacemente tasse, dazi e multe», indebolendo la propria posizione internazionale.
La metallurgia del ferro e la forgiatura erano i rami più importanti dell'industria locale. Un esempio di produzione di utensili altamente sviluppata apparivano i vomeri; non vi è traccia di miniere di argento, oro, rame o piombo in Moravia, ma gioielli e armi venivano prodotti localmente. Di conseguenza, la materia prima andava reperita sotto forma di bottino, dono oppure ancora portato in Moravia dai mercanti. La ricerca archeologica evidenzia anche l'importazione di beni di prestigio, tra cui seta, broccato e vasi di vetro. Secondo Štefan e Macháček, i moravi fornivano principalmente schiavi, acquisiti come prigionieri di guerra durante le loro incursioni nelle regioni limitrofe, in cambio di beni di grande valore. Ad esempio, l'arcivescovo Thietmar di Salisburgo accusò i moravi di «aver ridotto in schiavitù uomini nobili e donne oneste» durante le loro campagne in Pannonia.  Il commercio degli schiavi appare infatti ben documentato: la Prima leggenda di Naum narra che molti dei discepoli di Metodio «furono venduti per denaro agli ebrei» dopo l'885, e l'Inquisitio de theloneis Raffelstettensis fa menzione di schiavi consegnati dalla Moravia all'ovest.

## Cultura

### Arte

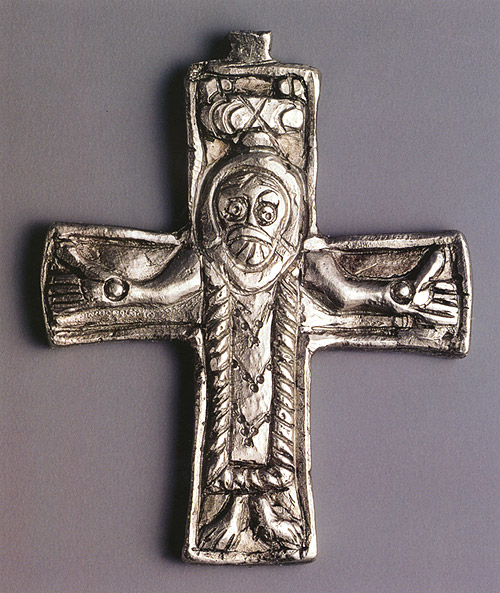
Una croce d'argento trovata a Mikulčice

Nella prima metà del IX secolo, gli artigiani della Grande Moravia si ispirarono all'arte carolingia contemporanea. Nella seconda metà del IX secolo, i gioielli della Grande Moravia furono influenzati dagli stili bizantini, del Mediterraneo orientale e dell'Adriatico. Tuttavia, nelle parole dell'archeologo ceco Josef Poulík, «queste nuove forme e tecniche non andarono copiate in maniera pedissequa, ma adattate ai gusti delle comunità slave, gettando così le basi per il caratteristico stile di gioielleria della Grande Moravia». I gioielli tipici includevano orecchini d'argento e d'oro decorati da fine filigrana granulare, così come bottoni d'argento e bronzo dorato ricoperti da ornamenti fogliati.

### Architettura religiosa

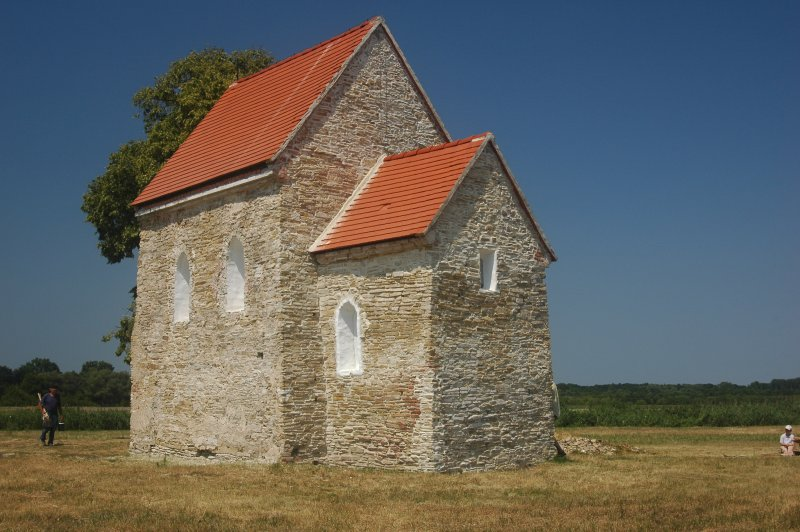
Chiesa di Santa Margherita di Antiochia a Kopčany, in Slovacchia, uno degli edifici sopravvissuti sulle basi di un antico edificio risalente al periodo di esistenza della Grande Moravia

Le opinioni sull'architettura sacra della Grande Moravia cambiarono radicalmente durante la seconda metà del XX secolo. Inizialmente, i ricercatori presumevano che essa si limitasse a semplici chiese di legno come quelle conosciute dall'ambiente tedesco risalenti al VII-VIII secolo. Queste chiese di legno erano adatte per le attività dei primi missionari dovute alla facile reperibilità dei materiali, alla rapidità di costruzione e alla non necessità di consacrazione. Tale opinione è stata affinata nel 1949 dopo gli scavi eseguiti a Staré Mesto. Dagli anni '60, anche in Slovacchia si scoprirono chiese in pietra. A partire dal 2014, più di 25 strutture sacre risalenti all'Alto Medioevo sono state identificate nel territorio centrale della Grande Moravia (Moravia e Slovacchia occidentale). I resti delle prime chiese scoperte vedevano solo delle fosse riempite con materiale di scarto dopo la rimozione delle fondamenta originali, ma ricerche successive hanno anche portato alla luce resti di edifici con fondazioni originali. Soprattutto dopo la scoperta di tombe della Grande Moravia vicino alla chiesa di Kopčany, la potenziale presenza di diverse costruzioni ecclesiastiche in Grande Moravia ancora esistenti in Slovacchia (Nitrianska Blatnica, Kostoľany pod Tribečom) appariva ancora una volta una questione aperta. La datazione esatta figura ancora tra gli obiettivi delle ricerche odierne da eseguire grazie al radiocarbonio e alla dendrocronologia.
L'architettura sacrale della Grande Moravia è rappresentata da una ricca varietà di tipologie, dalle basiliche a tre navate (Mikulčice III, Bratislava), con abside triconca (Devín), rotonda semplice senza absidi (Mikulčice VII), dalla forma circolare con due absidi (Mikulčice VI), rotonda tetraconchica (Mikulčice IX) e un intero gruppo di chiese a una navata e rotonde con un'abside. Il maggior numero di edifici religiosi su trova nella Moravia sud-orientale. Mikulčice, con 12 chiese, domina nettamente tra tutte le altre località con le prime chiese in pietra costruite intorno all'800 (una potenziale 13ª chiesa è Kopčany, sul lato slovacco del confine). La basilica a tre navate di Mikulčice, che ha dimensioni interne di 35 m per 9 m e un battistero separato, risulta il maggiore edificio sacro ritrovato fino ad oggi. L'alta concentrazione di siti religiosi a Mikululčice superava le esigenze della popolazione locale, tanto che si ritiene fossero chiese proprietarie (Eigenkirchen), come quelle localizzate in Francia. L'attuale datazione di alcune chiese precede addirittura la missione bizantina. Per quanto riguarda le decorazioni interne, si contano perlopiù affreschi, ma è documentato anche l'uso del colore a tempera. Gli autori erano probabilmente artisti stranieri della Francia e dell'Italia settentrionale (la provenienza da quest'ultima regione si intuisce ad esempio per via della composizione chimica dei dipinti di Bratislava e Devín).
L'architettura sacra della Grande Moravia fu probabilmente influenzata dall'architettura franca, dalmata-istriana, bizantina e classica, che indicava anche complesse attività missionarie. Due musei all'aperto, a Modrá vicino a Uherské Hradiště e a Ducové, sono dedicati all'architettura della Grande Moravia.

### Religione

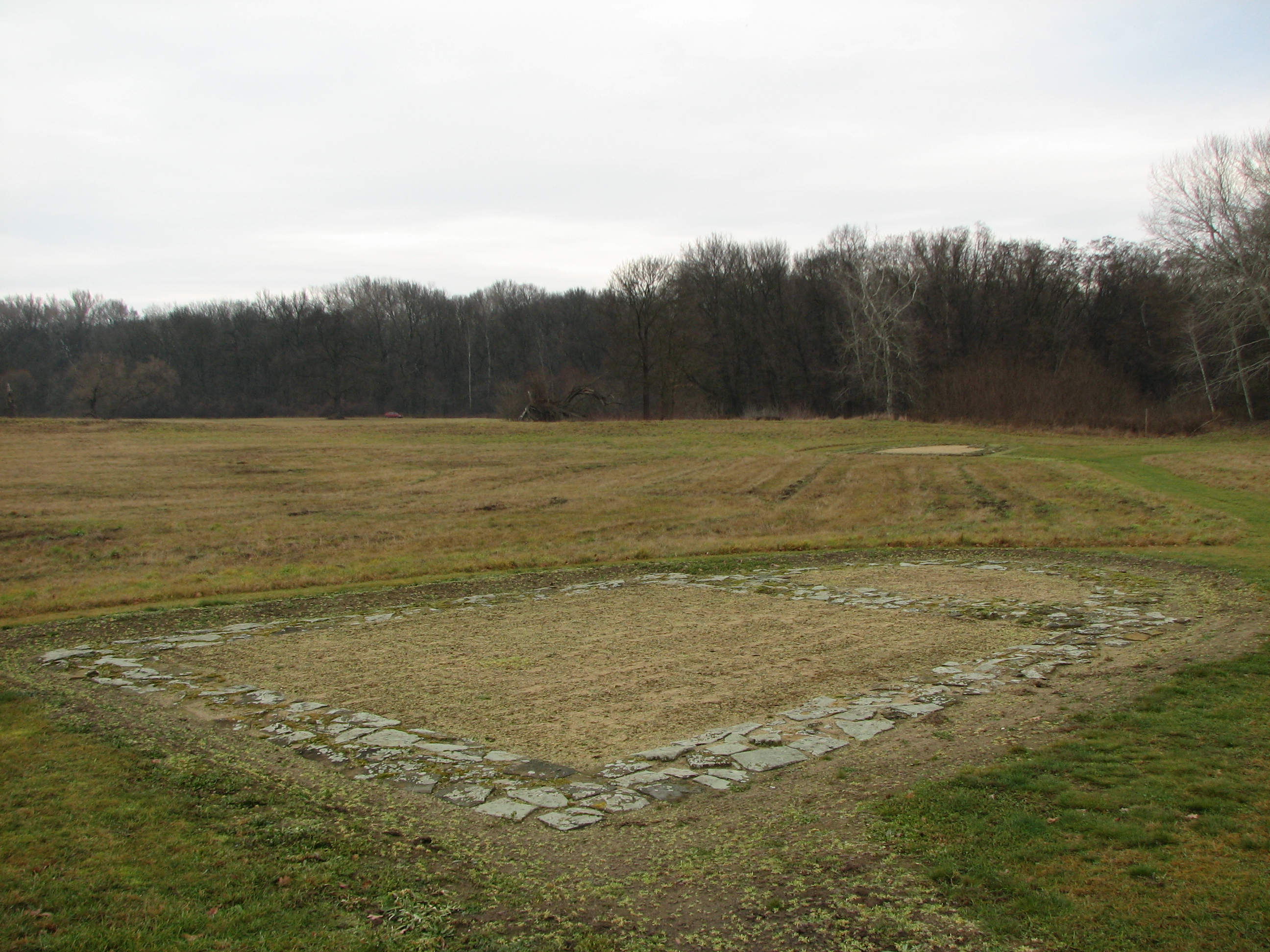
Fondazioni in pietra di una chiesa a Valy u Mikulčic, Repubblica Ceca

Come altri gruppi slavi, nella Grande Moravia in origine si praticava una religione politeista con un culto incentrato sulla venerazione degli antenati. Diversi luoghi di culto utilizzati prima della cristianizzazione della Moravia sono stati trovati a Mikulčice e Pohansko. Tuttavia, non si conosce l'esatta funzione di tali luoghi sacri, come nel caso di un fosso a forma di anello che ospitava un fuoco, un sito per il sacrificio dei cavalli o alcune piccole raffigurazioni pittoriche nei cimiteri. Un presunto oggetto di culto a Mikulčice sarebbe stato utilizzato fino all'evangelizzazione dell'élite morava nella metà del IX secolo e gli idoli a Pohansko furono innalzati sul sito di una chiesa demolita durante il contraccolpo pagano nel X secolo. L'unico santuario pagano slavo trovato nella moderna Slovacchia è localizzato a Most pri Bratislave ed è dedicato probabilmente al dio della guerra e del tuono Perun. Il santuario finì abbandonato a metà del IX secolo e mai restaurato.
La diffusione del cristianesimo ha avuto diverse fasi e resta ancora oggetto di dibattito storiografico. Nei saggi meno recenti, le prime missioni organizzate erano attribuite principalmente agli irlandesi, ma le opere moderne sono più scettiche sulla loro influenza diretta. Il territorio della Grande Moravia fu originariamente evangelizzata da missionari provenienti dall'Impero dei Franchi orientali o da enclavi bizantine in Italia e Dalmazia dall'inizio dell'VIII secolo e sporadicamente prima. Tracce di una missione aquileio-dalmatica si intuiscono da alcuni aspetti architettonici e linguistici locali. Si presume un'influenza nord-italiana con riferimento alle placche d'oro con motivi cristiani provenienti da Bojná (probabilmente da un altare non fisso), che appartengono ai più importanti manufatti cristiani anteriori alla missione dei Santi Cirillo e Metodio. Soprattutto dopo la sconfitta degli Avari alla fine dell'VIII secolo, i missionari franchi assunsero un ruolo precipuo nelle operazioni di conversazione. La prima chiesa cristiana degli Slavi occidentali e orientali conosciuta da fonti scritte andò costruita nell'828 da Pribina a Nitra e consacrata dal vescovo Adalram di Salisburgo. Il grosso del territorio accettò la nuova fede entro la metà del IX secolo. Nonostante l'approvazione formale da parte delle élite, il cristianesimo della Grande Moravia veniva descritto come impregnato di molti elementi pagani fino all'852. Dei beni funerari come ad esempio il cibo si potevano trovare anche nei cimiteri delle chiese. L'organizzazione della Chiesa in Grande Moravia fu supervisionata dal clero bavarese fino al arrivo dei missionari bizantini Santi Cirillo e Metodio nell'863.
Nell'880 il papa ordinò un monaco svevo, Wiching, vescovo della nuova sede di Nitra (sancta ecclesia Nitriensis). Alcuni esperti, tra cui Szőke Béla Miklós, asseriscono che l'ubicazione della sede della diocesi del IX secolo è diversa da quella dell'attuale Nitra.

### Letteratura

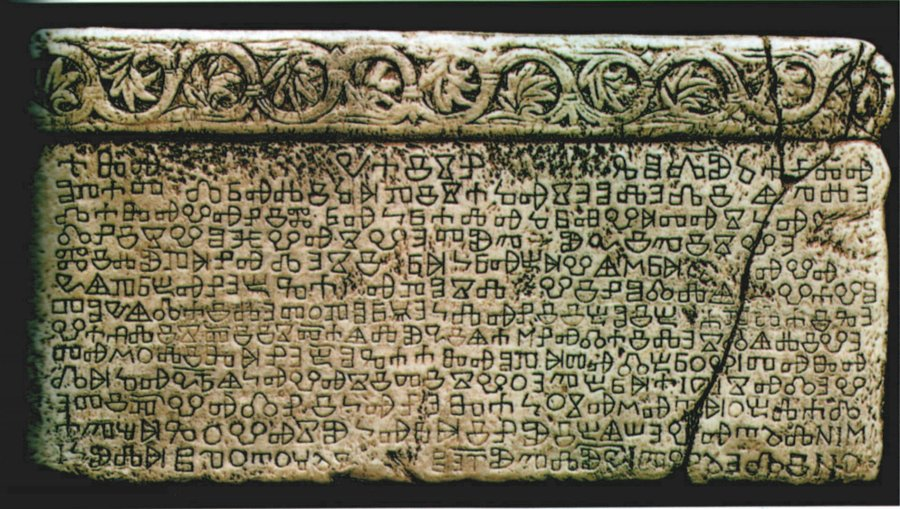
La lapide di Bescanuova, ritrovata in Croazia, costituisce uno dei primi esempi un di scrittura glagolitica creata da San Cirillo per la missione in Grande Moravia. Essa attesta la donazione del re croato Zvonimir di un feudo a un'abbazia benedettina gestita al tempo dell'abate Drzhiha.

L'impatto della missione di Cirillo e Metodio si estese oltre la sfera religiosa e politica. Lo slavo ecclesiastico antico divenne la quarta lingua liturgica del mondo cristiano. Tuttavia, dopo la morte di Metodio (885) tutti i suoi seguaci furono espulsi dalla Grande Moravia e, di conseguenza, l'uso della liturgia slava nella Grande Moravia avvenne solo per un periodo ristretto durato circa 22 anni. La sua forma tarda sopravvive nella lingua liturgica delle Chiese ortodosse ucraine, russe, bulgare, macedoni, serbe e polacche. Cirillo coniò pure l'alfabeto glagolitico, adatto alle lingue slave, e tradusse per primo la Bibbia in una lingua slava, affiancato da Metodio, che in seguito completò il progetto.
Metodio scrisse il primo codice giuridico locale, combinando il diritto consuetudinario locale con la legge bizantina di epoca giustinianea. Allo stesso modo, il codice penale della Grande Moravia non appariva semplicemente una traduzione dal latino, ma puniva anche una serie di reati originariamente tollerati dai costumi slavi precristiani, ma vietati dal cristianesimo (perlopiù legati alla condotta sessuale). Il diritto canonico andò semplicemente trapiantato sulla base delle fonti bizantine.
Non si rintracciano molte opere letterarie la cui elaborazione si ritiene avvenne durante la fase di esistenza della Grande Moravia. Una di queste è il Proglas, poema colto in cui Cirillo difende la liturgia slava. La Vita Cyrilli (attribuita a Clemente di Ocrida) e la Vita Methodii (forse scritta dal successore di Metodio Gorazd) sono biografie con preziose informazioni sulla Grande Moravia sotto Rastislav e Svatopluk I.
I fratelli fondarono altresì un'accademia, in primis guidata da Metodio, che formò centinaia di chierici slavi. Una classe ben istruita appariva essenziale per l'amministrazione di tutti i primi stati feudali e la Grande Moravia non faceva eccezione. La Vita Methodii menziona che il vescovo di Nitra servì come cancelliere di Svatopluk I, e si dice che anche il principe Kocel del Principato di Balaton padroneggiasse la scrittura glagolitica. L'ubicazione dell'accademia della Grande Moravia non è stata identificata, ma tra i siti maggiormente plausibili si devono citare Mikulčice (dove sono stati trovati alcuni stili in un edificio ecclesiastico), il castello di Devín (con un edificio identificato come una probabile scuola), e Nitra (con la sua basilica episcopale e il monastero). Quando i discepoli di Metodio furono espulsi dalla Grande Moravia da Svatopluk I nell'885, diffusero la loro conoscenza (inclusa la scrittura glagolitica) in altri paesi slavi, come Bulgaria, Croazia e Boemia. A titolo di esempio, l'alfabeto cirillico arcaico si sviluppò verso la fine del IX secolo presso la scuola letteraria di Preslav, in Bulgaria, divenendo ufficiale dall'893 circa. La creazione dell'alfabeto cirillico ebbe un grande impatto nella Rus' di Kiev, divenendo quello base in una potenza che, al momento della sua massima estensione, comprendeva porzioni delle odierne Russia, Ucraina e Bielorussia. L'eredità culturale della Grande Moravia sopravvisse nei seminari bulgari, aprendo la strada alla cristianizzazione della Rus' di Kiev.
La missione culturale cirillo-metodiana ebbe un impatto significativo sulla maggior parte delle lingue slave e gettò le basi per il moderno alfabeto cirillico, creato nel IX secolo d.C. in Bulgaria dai discepoli bulgari di Cirillo e Metodio (Naum di Ocrida, Clemente di Ocrida e altri).

## Lascito

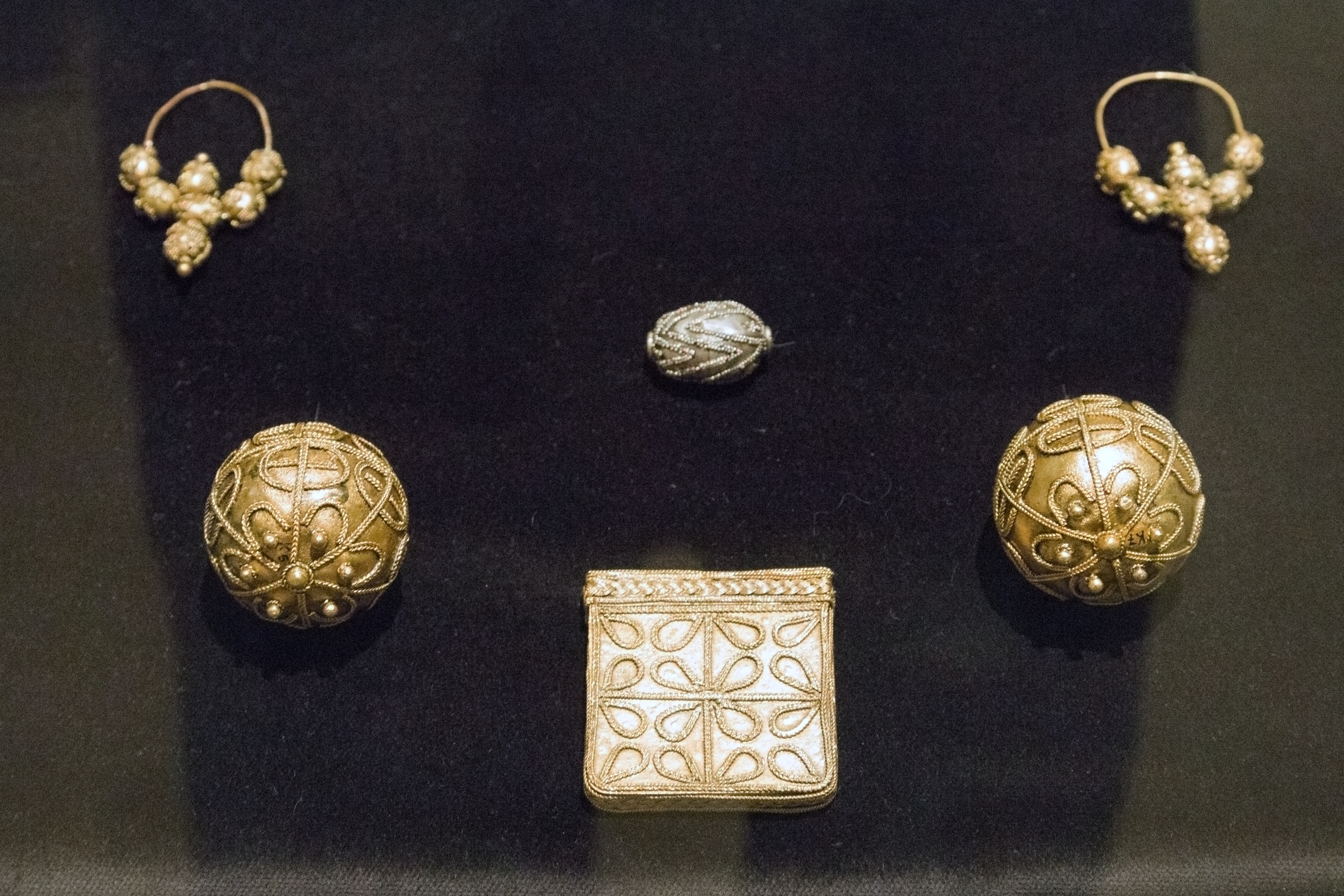
Gioielli da una sepoltura principesca a Kolín, c. 850-900 d.C.

Gli snodi principali della Grande Moravia (tra cui Bratislava (Pozsony, Pressburg), Nitra (Nyitra), Tekov (Bar) e Zemplín (Zemplén)) preservarono una propria rilevanza anche dopo la caduta della Grande Moravia. Diverse fonti suggeriscono che i sovrani ungari seguirono l'esempio tedesco o bulgaro contemporaneo con riferimento alla realizzazione di un apparato amministrativo nel loro regno, introducendo solo in alcuni casi un nuovo sistema.
La differenziazione sociale nella Grande Moravia raggiunse i tratti tipici del feudalesimo nel corso della sua esistenza, consentendo lo sviluppo degli Stati medievali successivi nella regione. Il destino delle famiglie nobili attive in Grande Moravia dopo il 907 è ancora oggetto di dibattito. Da un lato, ricerche recenti indicano che una parte significativa dell'aristocrazia locale continuò a vivere in modo più o meno indisturbato dopo la caduta e che i loro discendenti figuravano tra i nobili presenti nel Regno di Ungheria appena formato. Tra gli esempi più eclatanti si possono menzionare le potenti famiglie degli Hunt e dei Pázmán. In effetti, sia l'anonimo autore delle Gesta Hungarorum sia Simone di Kéza, ovvero due cronisti che narrano la storia antica dell'Ungheria, confermavano che le famiglie nobili di spicco del regno discendevano o da capi delle tribù magiare o da altre aree europee, anche se non si parlava della Grande Moravia. Infatti, sempre con riferimento agli antenati del clan Hont-Pázmány, la cui origine morava è stata avanzata da studiosi slovacchi, Simone di Kéza narrava come essi giungessero dal Ducato di Svevia alla fine del X secolo.
I territori menzionati nelle fonti medievali come Tercia pars regni (letteralmente "un terzo del Regno d'Ungheria") sono indicati come «Ducato» nelle opere accademiche ungheresi e come «Principato di Nitra» nelle fonti accademiche slovacche. Questi territori erano guidati autonomamente da membri della dinastia degli Arpadi residenti in Bihar (oggi Biharea in Romania) o a Nitra, una pratica che ricordava il sistema appannaggio della Grande Moravia e simile inoltre a quella di alcune altre dinastie dell'Alto Medioevo (si pensi ai rjurikidi della Rus' di Kiev). L'esistenza di un'unità politica autonoma incentrata su Nitra è spesso considerata dagli studiosi slovacchi un esempio di continuità politica del periodo della Grande Moravia.
La Grande Moravia ritornò ad assumere un valore non trascurabile nel corso dello sviluppo del nazionalismo romantico ceco e slovacco nel XIX secolo. La doppia croce bizantina, che si pensa sia stata introdotta da Cirillo e Metodio, è attualmente parte del simbolo della Slovacchia e la Costituzione della Repubblica Slovacca fa riferimento alla Grande Moravia nel suo preambolo. Gli stessi Cirillo e Metodio sono stati dichiarati compatroni d'Europa da papa Giovanni Paolo II nel 1980. La storia della Grande Moravia fu considerata col tempo una radice culturale di diverse nazioni slave nell'Europa centrale ed è stata impiegata nel tentativo di creare un'unica identità cecoslovacca nel XX secolo.
Benché sia stata posta poca attenzione sulla sorte degli abitanti della Moravia storica dopo la scomparsa dello Stato, si tende a ritenere che le loro tracce vadano ricercate tra i bulgari, i croati e i magiari; ricerche archeologiche e toponimi suggeriscono la continuità della popolazione slava nel valli dei fiumi dei Carpazi interni occidentali. Si segnalano anche gli sporadici riferimenti alla Grande Moravia del 924/925 di Folkuin, nel suo Gesta abb. Lobiensium, e di Ruotger, nel Archiepiscopi Coloniensis Vita Brunonis. Nel 942, i guerrieri magiari catturati durante la loro incursione nell'al-Andalus affermavano che la Moravia era il vicino settentrionale del loro popolo. Il destino dell'Europa centrale nel X secolo resta in virtù di tale testimonianza in gran parte nebuloso.
La parte orientale del territorio centrale della Grande Moravia (l'odierna Slovacchia) cadde sotto il dominio degli Arpadi ungheresi. I confini nord-ovest del Principato d'Ungheria, finirono per diventare una terra perlopiù disabitata o scarsamente abitata. A livello geografico, si utilizzava l'espressione ungherese gyepűelve per indicare la zona sopra esposta fino alla metà del XIII secolo. I feudi amministrati dall'aristocrazia slava locale andarono gradualmente integrati nel Regno d'Ungheria in un processo terminato nel XIV secolo. Mentre dunque una fetta di quanto apparteneva alla Grande Moravia passò in mano magiara, nel 1000 o 1001 tutta l'attuale Slovacchia abbracciò il dominio del giovane Stato polacco sotto Boleslao I.

### Esplicative
1. ↑  L'immagine è stata scoperta su una sezione di una cintura del IX secolo rinvenuta nella tomba numero 240 del complesso archeologico di Mikulčice-Valy. L'incisione, realizzata con tratti rudimentali, resta l'unica immagine conosciuta di un ipotetico vessillo dello Grande Moravia: Vančo (2008), pp. 47-48.
2. ↑  La presenza di cimiteri birituali del medio e tardo periodo avaro è limitata alla linea Devín-Nitra- Levice-Želovce-Košice-Šebastovce, ma non è stata trovata alcuna prova di una presenza permanente degli Avari a nord di tali località (7.200 km² circa con 180 siti conosciuti). La ricerca archeologica in Slovacchia non suggerisce che il confine del khaganato si trovasse nei Carpazi.
3. ↑  Nel caso di Mikulčice per 50 km, a Staré Město per 20. I resti del prestigioso edificio sulla collina del castello di Nitra contenevano calcare di ottima qualità proveniente dall'Austria: Galuška (2012), pp. 61-92.
4. ↑  L'esistenza del presunto santuario pagano in forma circolare a Mikulčice è stata messa in dubbio nel 2012: Mazuch (2012).

### Bibliografiche
1. 1 2 3  Škvarna et al. (2002), p. 237.
2. ↑  Bowlus (1995), p. 1.
3. ↑  Barford (2001), pp. 108-112.
4. ↑  Curta (2006), pp. 124-133.
5. 1 2  Rogers (2010), p. 293.
6. ↑  De administrando imperio, cap. 13, 38, 40, pp. 64-65, 172-173, 176-177.
7. 1 2 3 4 5 6 7 8  Barford (2001), p. 109.
8. 1 2 3 4 5 6  Štefan (2011), p. 333.
9. ↑  Bowlus (1995), p. 10.
10. ↑  Goldberg (2006), p. 138.
11. 1 2  Havlík (2004), p. 227.
12. ↑  De administrando imperio, cap. 40, p. 177.
13. ↑  Bowlus (2009), p. 312.
14. 1 2  Havlík (2013), pp. 354-355.
15. 1 2  (EN) Milan Harvalík, Czech Toponyms of Foreign Origin as Witnesses of Multicultural Contacts in Central Europe,  p. 475. URL consultato il 14 settembre 2021.
16. ↑  Curta (2006), pp. 127-128.
17. ↑  Měřínský (2006), p. 743.
18. 1 2  (EN) Slovacko - Moravian Slovakia, su slovacko.cz. URL consultato il 18 settembre 2021.
19. 1 2 3  (EN) Great Moravia, su americaninprague.eu. URL consultato il 18 settembre 2021 (archiviato dall'url originale il 18 settembre 2021).
20. ↑  Collins (2010), p. 402.
21. ↑  Macháček (2009), p. 261.
22. ↑  Curta (2006), pp. 126-128.
23. 1 2 3 4 5  Curta (2006), p. 130.
24. ↑  Betti (2013), pp. 144-145.
25. ↑  Storia del Mondo, cap. 1.1.12, pp. 35-37.
26. ↑  Betti (2013), p. 145.
27. ↑  Kirschbaum (2005), p. 35.
28. 1 2 3 4  Macháček (2012), p. 11.
29. ↑  Curta (2006), p. 128.
30. ↑  Barford (2001), pp. 109-110.
31. 1 2  Barford (2001), p. 110.
32. 1 2 3  Poulík (1978),  p. 160.
33. ↑  Berend, Urbanczyk e Wiszewski (2013), p. 89.
34. ↑  Szőke (2007), p. 412.
35. ↑  Berend, Urbanczyk e Wiszewski (2013), p. 59.
36. ↑  Marsina (2000), p. 156.
37. 1 2  Marsina (2000), p. 157.
38. ↑  Bowlus (2009), pp. 312-313.
39. ↑  Macháček (2009), pp. 261-262.
40. ↑  Curta (2006), pp. 126, 128-129.
41. ↑  Püspöki-Nagy (1978), pp. 60-82.
42. ↑  Senga (1983), pp. 307-345.
43. ↑  Bowlus (1995), p. 32.
44. ↑  Bowlus (2009), p. 313.
45. ↑  Macháček (2009), p. 262.
46. 1 2 3 4 5  Škvarna et al. (2002), p. 18.
47. ↑  Barford (2001), pp. 53, 291.
48. ↑  Spiesz e Čaplovič (2006), p. 17.
49. ↑  Barford (2001), pp. 53, 63-64.
50. ↑  Curta (2006), pp. xii, 62-63.
51. ↑  Zábojník (2009), p. 5.
52. ↑  Odler (2012), p. 60.
53. 1 2  Galuška (1991), p. 21.
54. ↑  Čaplovič (1998), pp. 69-73, 134.
55. ↑  Ruttkay (2002), p. 45.
56. ↑  Bartl (2002), p. 19.
57. ↑  Měřínský (2006), p. 246.
58. ↑  Měřínský (2006), p. 564.
59. 1 2  Měřínský (2006), p. 282.
60. 1 2  Barford (2001), p. 108.
61. ↑  Kirschbaum (2005), p. 20.
62. 1 2 3  Spiesz e Čaplovič (2006), p. 19.
63. ↑  Annales Regni Francorum, (anno 805), p. 84.
64. ↑  Bowlus (1995), p. 57.
65. ↑   Arianna Angeli, La circolazione del sistema francese di decentramento regionale nell' Europa centro-orientale, FrancoAngeli, 2018,  p. 81, ISBN 978-88-91-77766-9.
66. ↑  Barford (2001), pp. 108-109.
67. 1 2 3  Spiesz e Čaplovič (2006), p. 20.
68. ↑  Dekan (1981), p. 10.
69. ↑  Angi (1997), p. 360; Drulák (2012), p. 91.
70. ↑  Poulík (1978), p. 159.
71. ↑  Annales Regni Francorum, (anno 811), p. 94.
72. ↑  Bowlus (1995), pp. 60-61.
73. ↑  Annales Regni Francorum, (anno 822), pp. 111-112.
74. ↑  Havlík (1994), p. 229.
75. ↑  Vlasto (1970), pp. 24, 326-327.
76. ↑  Bowlus (2009), pp. 314-315.
77. ↑  Spiesz e Čaplovič (2006), p. 310.
78. ↑   Jiří Maria Veselý, Scrivere sull'acqua: Cirillo, Metodio, l'Europa, Editoriale Jaca Book, 1982,  p. 55, ISBN 978-88-16-30088-0.
79. ↑  Bowlus (2009), pp. 106-107.
80. ↑  Curta (2006), pp. 133-134.
81. ↑  Bowlus (2009), pp. 101, 104.
82. 1 2  Urbańczyk (2005), p. 145.
83. ↑  Havlík (2013), p. 103.
84. ↑  Třeštík (2010), p. 131.
85. 1 2 3 4  Vlasto (1970), p. 24.
86. ↑  Kirschbaum (2005), p. 25.
87. 1 2 3  Bowlus (1995), p. 11.
88. ↑  Goldberg (2006), pp. 135-136.
89. ↑  Havlík (2013), p. 109.
90. ↑  Steinhübel (2011), p. 54.
91. ↑  Třeštík (2010), pp. 132-135.
92. ↑  Vlasto (1970), p. 20.
93. ↑  Püspöki-Nagy (1978), p. 15.
94. ↑  Senga (1983), p. 318.
95. ↑  Goldberg (2006), p. 136.
96. ↑  (EN) Zoë Opačić, Great Moravia, su christianization.hist.cam.ac.uk. URL consultato il 14 settembre 2021.
97. ↑  Bowlus (1995), p. 159.
98. 1 2 3 4  Sommer et al. (2007), p. 221.
99. ↑  Vita di Metodio, cap. 5, p. 111.
100. 1 2 3 4  Poulík (1978), p. 161.
101. ↑  Vita di Costantino, cap. 15, p. 69.
102. ↑  Annali di Fulda, (anno 846), p. 25.
103. 1 2  Goldberg (2006), p. 140.
104. ↑  Vlasto (1970), p. 25.
105. ↑  Kirschbaum (2005), p. 26.
106. 1 2 3  Kirschbaum (2005), p. 27.
107. ↑  Goldberg (2006), p. 242.
108. ↑  Spiesz e Čaplovič (2006), pp. 20-21.
109. ↑  Annali di Fulda, (anno 855), p. 37.
110. ↑  Škvarna et al. (2002), pp. 19-20.
111. 1 2 3  Barford (2001), p. 115.
112. ↑  Mahoney (2011), p. 25.
113. ↑  (EN) Joseph P. Budd, We do know English: Philadelphia's Czechoslovak Presbyterian Church of Jan Hus, 1926-1967, su udspace.udel.edu, Università del Delaware, 2009. URL consultato il 15 settembre 2021.
114. 1 2 3 4 5 6 7 8  Škvarna et al. (2002), p. 20.
115. ↑  Bowlus (1995), p. 126.
116. 1 2  Kristó (1996), p. 133.
117. ↑  Annali di San Bertino, (anno 862), p. 102.
118. 1 2  Obolenskij (1994), p. 44.
119. ↑  Vlasto (1970), pp. 37-39.
120. 1 2  Kirschbaum (2005), p. 30.
121. 1 2  Bowlus (1995), p. 140.
122. ↑  Annali di Fulda, (anno 864), p. 51.
123. 1 2 3 4 5 6 7 8 9  Kirschbaum (2005), p. 29.
124. 1 2  Bowlus (1995), p. 155.
125. ↑  Annali di Fulda, (anno 865), p. 53.
126. ↑  Vlasto (1970), pp. 55-56.
127. ↑  Vlasto (1970), p. 66.
128. ↑  Vita di Metodio, cap. 8, p. 117.
129. ↑  Vlasto (1970), p. 67.
130. 1 2  (EN) Peter Štih, Vasko Simoniti e Peter Vodopivec, A slovene history,  p. 43. URL consultato il 15 settembre 2021.
131. 1 2  Goldberg (2006), p. 284.
132. 1 2 3  Bowlus (1995), p. 161.
133. ↑  Annali di Fulda, (anno 869), p. 60.
134. 1 2  Kirschbaum (2005), p. 31.
135. 1 2 3 4 5 6 7 8 9  Škvarna et al. (2002), p. 21.
136. 1 2 3 4 5 6 7 8 9  Havlík (2004), p. 232.
137. ↑  Goldberg (2006), p. 257.
138. 1 2  Goldberg (2006), p. 312.
139. ↑  Annali di Fulda, (anno 874), p. 75.
140. ↑  Goldberg (2006), p. 325.
141. 1 2 3  Vita di Metodio, cap. 10, p. 119.
142. ↑  Poulík (1978), pp. 161-162.
143. 1 2 3 4  Curta (2006), p. 126.
144. 1 2  Vlasto (1970), p. 78.
145. ↑  Poulík (1970), pp. 71-73.
146. ↑  Poulík (1970), pp. 71, 73-74.
147. ↑  Bowlus (1995), pp. 194, 337.
148. 1 2  Spiesz e Čaplovič (2006), p. 24.
149. ↑  Vita di Metodio, cap. 11, p. 119.
150. ↑  Curta (2006), pp. 129-130.
151. ↑  Bowlus (1995), pp. 192, 194.
152. 1 2 3  (EN) Sts. Cyril and Methodius, su cyrilmetod.org. URL consultato il 15 settembre 2021 (archiviato dall'url originale il 16 gennaio 2017).
153. ↑  Kristó (1996), pp. 150, 175.
154. ↑  Kristó (1996), p. 150.
155. ↑  Bowlus (1995), p. 238.
156. ↑  Bowlus (1995), pp. 238, 338.
157. ↑  Annali di Fulda, (versione di Ratisbona, anno 884), p. 109.
158. ↑  Bowlus (1995), pp. 208-216.
159. 1 2  Annali di Fulda, (versione di Ratisbona, anno 884), p. 110.
160. ↑  Bowlus (1995), p. 212.
161. ↑  MacLean (2003), p. 135.
162. 1 2 3 4 5 6 7  Škvarna et al. (2002), p. 22.
163. ↑  Havlík (2004), p. 234.
164. 1 2 3  Vlasto (1970), p. 81.
165. 1 2  Bowlus (1995), p. 189.
166. ↑  Curta (2006), p. 14.
167. ↑  Cronaca di Regino di Prüm, (anno 890), p. 207.
168. ↑  Bowlus (1995), p. 222.
169. ↑  Annali di Fulda, (anno 892), p. 123.
170. 1 2  Kristó (1996), p. 175.
171. 1 2  Cronaca di Regino di Prüm, (anno 894), p. 218.
172. 1 2 3 4  Škvarna et al. (2002), p. 23.
173. 1 2 3  Spiesz e Čaplovič (2006), p. 25.
174. ↑  Vlasto (1970), p. 83.
175. ↑  Barford (2001), p. 253.
176. 1 2 3  Kirschbaum (2005), p. 34.
177. ↑  Bowlus (1995), p. 337.
178. ↑  Sommer et al. (2007), p. 324.
179. ↑  Annali di Fulda, (anno 899), p. 159.
180. ↑  Bowlus (1995), p. 243.
181. 1 2 3  Štefan (2011), p. 344.
182. ↑  Curta (2006), pp. XVIII, 178- 179.
183. ↑  Kristó (1996), pp. 175-176.
184. 1 2  Bowlus (1995), p. 338.
185. ↑  Kristó (1996), pp. 178, 198.
186. ↑  Antapodosis, (2.2), p. 75.
187. ↑  Kristó (1996a), p. 200.
188. ↑  Bowlus (1995), p. 246.
189. ↑  Bowlus (1995), p. 250.
190. 1 2  Spinei (2003), p. 69.
191. ↑  Róna-Tas (1999), p. 338.
192. ↑  Havlík (2013), p. 297.
193. ↑  Petkov (2008), pp. 106-107.
194. 1 2  (EN) Tomasz Kamusella, Motoki Nomachi e Catherine Gibson, The Palgrave Handbook of Slavic Languages, Identities and Borders, Springer, 2016,  p. 144, ISBN 978-11-37-34839-5.
195. 1 2  (EN) James Minahan, Encyclopedia of the Stateless Nations: L-R, Greenwood Publishing Group, 2002,  p. 1304, ISBN 978-03-13-32111-5.
196. 1 2 3 4  (SK) Ján Tibenský, Slovensko: Dejiny, Bratislava, Obzor, 1971.
197. 1 2  Kirschbaum (2005), p. 58.
198. 1 2 3  Macháček (2012), p. 7.
199. 1 2 3 4 5 6 7  Štefan (2011), p. 334.
200. 1 2 3  Havlík (2004), p. 233.
201. 1 2 3  Štefan (2011), p. 335.
202. ↑  Annali di Fulda, (anni 864 e 901) pp. 51, 142.
203. ↑  Bowlus (1995), pp. 140, 248.
204. ↑  Macháček (2012), p. 13.
205. 1 2 3 4  Macháček (2012), p. 12.
206. ↑  Marsina (1997), p. 15.
207. ↑  Senga (1983), p. 321.
208. ↑  Püspöki-Nagy (1978), p. 9.
209. 1 2 3  Ruttkay (1997), p. 177.
210. 1 2 3 4  Barford (2001).
211. 1 2 3 4  Ruttkay (1997), p. 181.
212. 1 2   Daniela Dvořáková, Kôň a človek v stredoveku: K spolužitiu človeka a koňa v Uhorskom kráľovstve [Cavallo e uomo nel Medioevo: la convivenza tra uomo e cavallo nel Regno d'Ungheria], Budmerice, Rak, 2007.
213. 1 2 3 4  (EN) Jean W. Sedlar, East Central Europe in the Middle Ages, 1000-1500, University of Washington Press, 2013,  p. 279, ISBN 978-02-95-80064-6.
214. 1 2  Goldberg (2006), p. 245.
215. ↑  Ruttkay (1997), p. 184.
216. 1 2  Galuška (1991), p. 56.
217. 1 2  Štefanovičová (1989), pp. 96, 100.
218. ↑  Galuška (1991), p. 72.
219. 1 2 3  (EN) Rupert Bruce-Mitford, Josef Poulík e Wilhelm Holmqvist, Recent Archaeological Excavations in Europe, Londra, Routledge & Kegan Paul, 1975, ISBN 978-0-7100-7963-3.
220. 1 2  (EN) Lumír Poláček, Great Moravia, the Power Centre at Mikulčice and the Issue of the Socio-economic Structure (PDF), in Studien zum Burgwall von Mikulčice VIII, Brno, 2008,  pp. 11-39. URL consultato il 16 settembre 2021.
221. 1 2  (SK) Dušan Caplovič, Viliam Čičaj, Dušan Kováč e Ľubomir Lipták, Dejiny Slovenska, Bratislava, AEP, 2000.
222. 1 2  Marsina (1997), pp. 15-23.
223. ↑  (EN) Nitra and Grear Moravia, Città di Nitra, 2012,  p. 3. URL consultato il 18 settembre 2021 (archiviato dall'url originale il 18 settembre 2021).
224. ↑  Štefanovičová (1989), pp. 89-90.
225. 1 2  (EN) Autori Vari, Storia Illustrata delle Crociate, Self-Publish, 2016,  p. 101.
226. ↑  Havlík (2013), p. 301.
227. ↑  (EN) Slovakia: Vatican museums to exhibit archaeological discoveries from Bojná, su agensir.it, 2 maggio 2012. URL consultato il 18 settembre 2021.
228. 1 2 3  Štefanovičová (1989), p. 92.
229. ↑  Kristó (1994), p. 167.
230. ↑  Goldberg (2006), p. 122.
231. ↑  Kristó (1994), p. 553.
232. 1 2 3 4 5 6 7  (EN) Josef Poulik, Le origini del cristianesimo nei paesi slavi a nord del bacino del Medio Danubio, in World Archaeology, vol. 10, n. 2, 1978,  pp. 158-171, DOI:10.180/00438243.1978.99728.
233. ↑  (EN) Zbigniew Kobyliński e Rosamond McKitterick, The New Cambridge Medieval History, 1, C.500-c.700, Cambridge University Press, 1995,  p. 531, ISBN 978-05-21-36291-7.
234. ↑  (EN) K. Hlobil, Before You, Insomniac Press, 2009,  p. 116, ISBN 978-19-26-58247-4.
235. ↑  Berend, Urbanczyk e Wiszewski (2013), p. 58.
236. ↑  Bowlus (1995), p. 16.
237. ↑  (EN) Carolingian influences on the West Slavs' arms and armour (PDF), su rcin.org.pl,  pp. 1-2. URL consultato il 16 settembre 2021 (archiviato dall'url originale l'11 marzo 2022).
238. 1 2  Barford (2001), p. 114.
239. 1 2 3 4 5 6 7 8  Štefan (2011), p. 342.
240. ↑  Macháček (2009), p. 252.
241. ↑  Barford (2001), p. 185.
242. ↑  Štefan (2011), p. 340.
243. ↑  Barford (2001), pp. 155, 157.
244. ↑  Barford (2001), p. 157.
245. ↑  Barford (2001), p. 182.
246. ↑  Macháček (2012), pp. 12, 15.
247. ↑  Štefan (2011), p. 343.
248. ↑  Macháček (2012), p. 15.
249. ↑  Petkov (2008), p. 106.
250. 1 2  Botek (2014a), p. 40.
251. ↑  Botek (2014b), p. 8.
252. 1 2  Botek (2014a), p. 61.
253. 1 2  Botek (2014a), p. 44.
254. ↑  Štefanovičová (1989), p. 119.
255. ↑  (EN) Judith Kalik e Alexander Uchitel, Slavic Gods and Heroes, Routledge, 2018,  p. 220, ISBN 978-13-51-02868-4.
256. 1 2  (EN) Peter Summer, Dusan Trestik e Josef Zemlicka, Bohemia and Moravia, Cambridge, Cambridge University Press, 2007,  pp. 214-262.
257. ↑  Turčan (2003).
258. 1 2 3  Botek (2014a), p. 23.
259. ↑  Botek (2014a), p. 24.
260. ↑  (EN) Philip Schaff, History of the Christian Church, Volume IV: Mediaeval Christianity. A.D. 590-1073, CCEL,  pp. 161-162, ISBN 978-1-61025- 043-6.
261. ↑  Kirschbaum (2005), p. 32.
262. ↑  Hosszú (2012), p. 317.
263. ↑   Riccardo Picchio, Letteratura della Slavia ortodossa: IX-XVIII sec, Edizioni Dedalo, 1991,  p. 68, ISBN 978-88-22-00530-4.
264. ↑   Alberto Elli, Breve storia delle Chiese cattoliche orientali, 2ª ed., Edizioni Terra Santa,  p. 230, ISBN 978-88-62-40532-4.
265. 1 2  Mahoney (2011), p. 26.
266. ↑  (EN) Miroslav Lysý, Christian Morals and the Ideal of Chastity as reflected in Medieval Hungarian Sources (PDF), Beiträge zur Rechtsgeschichte Österreichs, 2019,  pp. 50-51. URL consultato il 17 settembre 2021.
267. ↑  (EN) George C. Soulis, The Legacy of Cyril and Methodius to the Southern Slavs, in Dumbarton Oaks Papers, vol. 19, Dumbarton Oaks, Trustees for Harvard University, 1965,  pp. 19-43, DOI:10.2307/1291224. URL consultato il 17 settembre 2021.
268. ↑  (EN) Ivan Supicic, Croatia in the Early Middle Ages: A Cultural Survey, Bloomsbury USA, 1999,  p. 260, ISBN 978-08-56-67499-0.
269. ↑   Riccardo Ambrosini, Introduzione alla glottologia indo-europea, ETS, 1998,  p. 294, ISBN 978-88-46-70075-9.
270. ↑  Curta (2006), pp. 221-222.
271. ↑   Nicoletta Marcialis, Introduzione alla lingua paleoslava, Firenze University Press, 2005,  pp. 33-34, ISBN 978-88-84-53335-7.
272. ↑  (EN) Ladislav Matejka, The Beginnings of Slavic Literacy, in Études Slaves et Est-Européennes/Slavic and East-European Studies, vol. 8, n. 3/4, Canadian Association of Slavists, autunno-inverno 1963,  pp. 153-164.
273. ↑   Anthony-Emil N. Tachiaos, Cirillo e Metodio: le radici cristiane della cultura slava, Editoriale Jaca Book, 2005,  p. 128, ISBN 978-88-16-40650-6.
274. ↑   Cirillo e Metodio, i giganti dell'evangelizzazione nell'Europa dell'est, su Famiglia Cristiana, 14 aprile 2021. URL consultato il 17 settembre 2021.
275. ↑  Kristó (1994), pp. 84, 553, 743.
276. ↑  Kristó (1988), pp. 21, 100.
277. 1 2 3 4  (EN) Carl Skutsch, Encyclopedia of the World's Minorities, Routledge, 2013,  pp. 1119-1120, ISBN 978-11-35-19388-1.
278. ↑  Kristó (1988), p. 269.
279. ↑  Kristó (1994), pp. 103, 261.
280. ↑  (EN) Július Bartl e Dušan Škvarna, Slovak History: Chronology & Lexicon, Bolchazy-Carducci Publishers, 2002,  p. 279, ISBN 978-08-65-16444-4.
281. ↑  Kirschbaum (2005), p. 130.
282. ↑  (EN) Margarete Hurn, The Foreigner's Guide to Living in Slovakia, Modra Publishing, 2007,  p. 13, ISBN 978-09-79-03003-1.
283. ↑   Il sommo pontefice Giovanni Paolo II dichiara i santi Cirillo e Metodio compatroni d'Europa, su vatican.va. URL consultato il 14 settembre 2021.
284. ↑  Kristó (1996a), pp. 131–132, 141.
285. ↑  Kniezsa (2000), p. 26.
286. ↑  (DE) Database dmgh (digitare Folkuin e Ruotger), su dmgh.de. URL consultato il 17 settembre 2021.
287. ↑  (EN) István Zimonyi, A New Muslim Source on the Hungarians in the Second Half of Tenth Century (PDF),  p. 29. URL consultato il 17 settembre 2021.

### Fonti primarie
- Costantino Porfirogenito, De administrando imperio, a cura di Gyula Moravcsik, traduzione di Romillyi J. H. Jenkins, Dumbarton Oaks Center for Byzantine Studies, 1967, ISBN 978-0-88402-021-9.
- Luigi Hugues, Storia del Mondo, in Storia della geografia e delle scoperte geografiche esposta da Luigi Hugues (parte seconda - la geografia nel medio evo), 1891.
- Liutprando di Cremona, Antapodosis, traduzione di P. Chiesa, Mondadori, 2015, ISBN 978-88-04-52190-7.
- Annali di Fulda, su dmgh.de. URL consultato il 17 settembre 2021.
- (LA) Georg Waitz e Georg Heinrich Pertz, Gli Annali di San Bertino, impensis bibliopolii Hahniani, 1883.
- Regino di Prüm, Chronicon cum continuatione Treverenst, 1978.
- Vita di Costantino, in Medieval Slavic Lives of Saints and Princes (Marvin Kantor), University of Michigan, 1983,  pp. 23-96, ISBN 0-930042-44-1.
- Vita di Metodio, traduzione di Lino Bernardini, Éditeur inconnu, 1970.
- Annales Regni Francorum (opera completa), su thelatinlibrary.com. URL consultato il 17 settembre 2021.

### Fonti secondarie
- (HU) János Angi, A nyugati szláv államok [Gli Stati slavi dell'ovest], in Európa a korai középkorban [L'Europa nell'Alto Medioevo], Multiplex Media - Debrecen University Press, 1997,  pp. 358-365, ISBN 978-963-04-9196-9.
- (EN) Paul M. Barford, The Early Slavs: Culture and Society in Early Medieval Eastern Europe, Itaca, Cornell University Press, 2001, ISBN 0801439779.
- (HU) Kálmán Benda, Magyarország történeti kronológiája [Cronologia storica dell'Ungheria], Budapest, Akadémiai Kiadó, 1981, ISBN 978-963-05-2661-6.
- (EN) Nora Berend, Przemyslaw Urbanczyk e Przemyslaw Wiszewski, Central Europe in the High Middle Ages: Bohemia, Hungary and Poland, c.900-c.1300, Cambridge University Press, 2013, ISBN 978-05-21-78156-5.
- (EN) Maddalena Betti, The Making of Christian Moravia (858-882): Papal Power and Political Reality, Brill, 2013, ISBN 978-90-04-26008-5.
- (EN) Imre Boba, Moravia's History Reconsidered a Reinterpretation of Medieval Sources, Springer Science & Business Media, 2012, ISBN 978-94-01-02992-6.
- (SK) Andrej Botek, Veľkomoravské kostoly na Slovensku [Le chiese della Grande Moravia in Slovacchia], Bratislava, Post Scriptum, 2014, ISBN 978-80-89567-37-9.
- (SK) Andrej Botek, Veľkomoravská bazilika na Bratislavskom hrade [La basilica della Grande Moravia sul castello di Bratislava], n. 1, Verbum Historiae, 2014.
- (EN) Charles R. Bowlus, Franks, Moravians, and Magyars: The Struggle for the Middle Danube, 788-907, Philadelphia, University of Pennsylvania Press, 1995, ISBN 978-08-12-23276-9.
- (EN) Charles R. Bowlus, Nitra: when did it become a part of the Moravian realm? Evidence in the Frankish sources, vol. 17, n. 3, Early Medieval Europe, 2009,  pp. 311-328, DOI:10.1111/j.1468-0254.2009.00279.x.
- (SK) Dušan Čaplovič, Včasnostredoveké osídlenie Slovenska [Antichi insediamenti medievali in Slovacchia], Bratislava, Electronic Academic Press, 1998, ISBN 978-80-88880-19-6.
- (EN) Tim Champion, Centre and Periphery: Comparative Studies in Archaeology, Taylor & Francis, 1995, ISBN 978-0-203-98515-1.
- (EN) Roger Collins, Early Medieval Europe, 300-1000, Palgrave Macmillan, 2010, ISBN 978-113-7014-28-3.
- (EN) Florin Curta, Southeastern Europe in the Middle Ages, 500-1250, Cambridge, Cambridge University Press, 2006, ISBN 978-0-511-81563-8.
- (EN) Ján Dekan, Moravia Magna: The Great Moravian Empire, Its Art and Time, Control Data Arts, 1981, ISBN 978-0-89893-084-9.
- (EN) Petr Drulák, Czech geopolitics: struggling for survival, in The Return of Geopolitics in Europe? - Social Mechanisms and Foreign Policy Identity Crises, Cambridge University Press, 2012,  pp. 77-100, ISBN 978-1-107-02734-3.
- (EN) Francis Dvornik, The Photian Schism: History and Legend, Cambridge, Cambridge University Press, 1948.
- (EN) John Van Antwerp Jr. Fine, The Early Medieval Balkans: A Critical Survey from the Sixth to the Late Twelfth Century, Ann Arbor, University of Michigan Press, 1991, ISBN 0-472-08149-7.
- (EN) Luděk Galuška, Great Moravia, Brno, Moravian Museum, 1991, ISBN 978-80-7028-023-2.
- (EN) Eric J. Goldberg, Struggle for Empire: Kingship and Conflict under Louis the German, 817-876, Ithaca, Cornell University Press, 2006, ISBN 978-08-01-43890-5.
- (CS) Lubomír E. Havlík, Kronika o Velké Moravě [Cronaca della Grande Moravia], Jota, 2013, ISBN 978-80-85617-04-7.
- (CS) Lubomír E. Havlík, Svatopluk Veliký, král Moravanů a Slovanů [Svatopluk il Grande, re dei Moravi e degli Slavi], Jota, 1994, ISBN 978-80-85617-19-1.
- (EN) Lubomír E. Havlík, Great Moravia between the Franconians, Byzantium and Rome, in Centre and Periphery: Comparative Studies in Archaeology, Routledge, 2004,  pp. 227-237, ISBN 978-0-415-12253-5.
- (EN) Gábor Hosszú, Heritage of Scribes: The Relation of Rovas Scripts to Eurasian Writing Systems, Dr Gábor Hosszú, 2012,  p. 317, ISBN 978-96-38-84374-6.
- (EN) Stanislav J. Kirschbaum, A History of Slovakia: The Struggle for Survival, 2ª ed., Basingstoke, Macmillan, 2005, ISBN 978-03-33-62079-3.
- (HU) István Kniezsa, Magyarország népei a XI. században [I popoli dell'Ungheria nell'XI secolo], Lucidus Kiadó, 2000, ISBN 978-963-85954-3-0.
- (HU) Gyula Kristó, A vármegyék kialakulása Magyarországon [La formazione delle contee in Ungheria], Budapest, Magvető Könyvkiadó, 1988, ISBN 978-963-14-1189-8.
- (HU) Gyula Kristó, Korai Magyar Történeti Lexikon (9-14. század) [Enciclopedia dell'antica storia ungherese - IX-XIV secolo], Budapest, Akadémiai Kiadó, 1994, ISBN 978-963-05-6722-0.
- (EN) Gyula Kristó, Hungarian History in the Ninth Century, Szegedi Középkorász Műhely, 1996, ISBN 978-1-4039-6929-3.
- (HU) Gyula Kristó, Magyar honfoglalás - honfoglaló magyarok [L'Occupazione degli Ungheresi della loro terra], Kossuth Könyvkiadó, 1996, ISBN 978-963-09-3836-5.
- (SK) Matúš Kučera, Slovensko po páde Veľkej Moravy [La Slovacchia dopo la caduta della Grande Moravia], Bratislava, Veda, 1974.
- (EN) Andrew Louth, Greek East and Latin West: The Church AD 681–1071, Crestwood, St Vladimir's Seminary Press, 2007, ISBN 978-08-81-41320-5.
- (SK) Ján Lukačka, Formovanie vyššej šľachty na západnom Slovensku [Formazione dell'alta nobiltà nella Slovacchia occidentale], Bratislava, Mistrál, 2002.
- (EN) Jiří Macháček, Disputes over Great Moravia: chiefdom or state? the Morava or the Tisza River?, vol. 17, n. 3, Early Medieval Europe, 2009,  pp. 248-267, DOI:10.1111/j.1468-0254.2009.00276.x.
- (EN) Jiří Macháček, "Great Moravian state"–a controversy in Central European medieval studies, in Studia Slavica et Balcanica Petropolitana, vol. 11, n. 1, 2012,  pp. 5-26.
- (EN) Michael McCornick, Origins of the European Economy: Communications and Commerce, AD 300-900, Cambridge University Press, 2001, ISBN 978-0-521-66102-7.
- (EN) Simon MacLean, Kingship and Politics in the Late Ninth Century: Charles the Fat and the End of the Carolingian Empire, Cambridge University Press, 2003, ISBN 978-11-39-44029-5.
- (EN) William M. Mahoney, The History of the Czech Republic and Slovakia, ABC-CLIO, 2011, ISBN 978-03-13-36305-4.
- (EN) Richard Marsina, Ethnogenesis of Slovaks (PDF), vol. 7, n. 1, Human Affairs, 1997,  pp. 15-23.
- (SK) Richard Marsina, Nové pohľady historickej vedy na Slovenské dejiny. 1. Najstaršie obdobie slovenských dejín (do prelomu 9.-10. storočia) [Nuove prospettive della scienza storica sulla storia slovacca. 1. Il periodo più antico della storia slovacca (fino all'inizio del IX-X secolo)], Bratislava, Metodické centrum mesta Bratislavy, 1995, ISBN 978-80-7164-069-1.
- (SK) Richard Marsina, Najstaršia poloha Veľkej Moravy ["La località più antica della Grande Moravia"], in Slovensko a európsky juhovýchod: medzikultúrne vztahy a kontexty [Slovacchia e sud-est europeo: relazioni e contesti interculturali], Bratislava, FFUK, 1999, ISBN 978-80-96-73914-1.
- (EN) Richard Marsina, Where was Great Moravia?, in Slovak Contributions to 19th International Congress of Historical Sciences, Bratislava, VEDA, 2000, ISBN 978-80-224-0665-9.
- (CS) Marian Mazuch, K údajné existenci tzv. kruhového pohanského kultovního objektu v podhradí velkomoravského mocenského centra Mikulčice-Valy [Sulla presunta esistenza del cosiddetto elemento cultuale pagano circolare nel sobborgo del centro di potere della Grande Moravia Mikulčice–Valy], in Slavia Antiqua, vol. 53, n. 3, 2012, ISSN 0080-9993 (WC · ACNP).
- (CS) Zdeněk Měřínský, České země od příchodu Slovanů po Velkou Moravu II [Le Terre Ceche dall'arrivo degli Slavi alla Grande Moravia], Praga, Libry, 2006, ISBN 978-80-7277-105-9.
- (EN) Dimitri Obolenskij, Byzantium and the Slavs, St. Vladimir's Seminary Press, 1994, ISBN 978-0-88141-008-2.
- (SK) Martin Odler, Avarské sídliská v strednej Európe: problémová bilancia [Insediamenti Avari nell'Europa centrale: l'equilibrio di una situazione problematica], in Studia mediaevalia Pragensia 11, Praga, Univerzita Karlova v Praze – Nakladatelství Karolinum, 2012, ISBN 978-80-246-2107-4.
- (EN) Kiril Petkov, The Voices of Medieval Bulgaria, Seventh-Fifteenth Century: The Records of a Bygone Culture, Brill, 2008, ISBN 978-90-04-16831-2.
- (CS) Josef Poulík, Mikulčice: Sídlo a pevnost knížat velkomoravských [Mikulčice: la sede e la fortezza dei principi della Grande Moravia], Praga, 1975.
- (EN) Josef Poulík, The origins of Christianity in Slavonic countries north of the Middle Danube Basin, in World Archaeology, vol. 10, n. 2, 1978,  pp. 158-171, DOI:10.1080/00438243.1978.9979728.
- (HU) Péter Püspöki-Nagy, Nagymorávia fekvéséről [Sulla collocazione geografica della Grande Moravia], in Valóság, XXI, 11), 1978,  pp. 60-82.
- (EN) Clifford Rogers, The Oxford Encyclopedia of Medieval Warfare and Military Technology, vol. 3, Oxford University Press, 2010, ISBN 978-019-5334-03-6.
- (EN) András Róna-Tas, Hungarians and Europe in the Early Middle Ages: An Introduction to Early Hungarian History, CEU Press, 1999, ISBN 978-963-9116-48-1.
- (HU) Alexander Ruttkay, O veľkomoravskom vojenstve s osobitným zreteľom na obdobie vlády Svätopluka ["Sul modo di fare guerra nella Grande Moravia con un'attenzione speciale al regno di Svatopluk"], in Svätopluk 894 - 1994, Nitra, 1997, ISBN 978-80-88709-34-3.
- (SK) Matej Ruttkay, Vývoj osídlenia na strednom Dunaji v 6.–12. stor ["Sviluppo dei centri abitati intorno al medio Danubio tra il XI e il XII secolo"], in Slovensko vo včasnom stredoveku. Nitra, Archeologický ústav Slovenskej akadémie vied, 2002, ISBN 978-80-88709-60-2.
- (SK) Vincent Sedlák, Onomastika a historiografia, in Príspevky k slovenským dejinám [Contributi alla storia slovacca], Prešov, 2005,  pp. 17-28, ISBN 978-80-8068-330-6.
- (HU) Toru Senga, Morávia bukása és a honfoglaló magyarok [La caduta della Moravia e i conquistatori ungari], n. 2, Századok,  pp. 307-345.
- (FR) Toru Senga, La situation géographique de la Grande-Moravie et les Hongrois conquérants [La collocazione geografica della Grande Moravia e i conquistatori ungari], in Jahrbücher für Geschichte Osteuropas, vol. 30, n. 4, 1982, ISSN 0021-4019 (WC · ACNP).
- (EN) Petr Sommer, Dušan Třeštík, Josef Žemlička e Zoë Opačić, Christianization and the Rise of Christian Monarchy: Scandinavia, Central Europe and Rus' c.900–1200, 1ª ed., Cambridge, Cambridge University Press, 2007,  pp. 214-262, ISBN 978-11-39-46836-7.
- (EN) Anton Spiesz e Dusan Čaplovič, Illustrated Slovak History: A Struggle for Sovereignty in Central Europe, Bolchazy-Carducci Publishers, 2006, ISBN 978-0-86516-426-0.
- (EN) Victor Spinei, The Great Migrations in the East and South East of Europe from the Ninth to the Thirteenth Century, 2003, ISBN 978-973-85894-5-2.
- (EN) Ján Steinhübel, The Duchy of Nitra, in Slovakia in History, Cambridge University Press, 2011,  pp. 15–29, ISBN 978-0-521-80253-6.
- (SK) Ján Steinhübel, Kapitoly z najstarších dejín českých 531–1004 [Capitoli dell'antica storia ceca (531-1004)], Spolok Slovákov v Poľsku – Towarzystwo Słowakow w Polsce, 2011, ISBN 978-83-7490-370-7.
- (EN) Ivo Štefan, Great Moravia, Statehood and Archaeology: The "Decline and Fall" of One Early Medieval Polity, su academia.edu, 2011,  pp. 333-354, ISBN 978-3-7749-3730-7.
- (SK) Otuna Štefanovičová, Osudy starých Slovanov [Il destino degli Antichi Slavi], Osveta, 1989.
- (SK) Tatiana Štefanovičová, K niektorým mýtom o počiatkch našich národných dejín [Alcuni miti sugli inizi della nostra storia nazionale] (PDF), Bratislava, Univerzita Komenského, 2000.
- (EN) Dušan Škvarna, Július Bartl, Viliam Čičaj e Mária Kohútova, Slovak History: Chronology & Lexicon, Wauconda, Bolchazy-Carducci Publishers, 2002, ISBN 978-08-65-16444-4.
- (EN) Béla Miklós Szőke, New findings of the excavations in Mosaburg/Zalavar (Western Hungary), in Post-Roman Towns, Trade and Settlement in Europe and Byzantium: The heirs of the Roman West, Walter de Gruyter,  pp. 411-428, ISBN 978-3-110-18356-6.
- (HU) Sándor László Tóth, Levediától a Kárpát-medencéig [Dalla Levedia al bacino dei Carpazi], Seghedino, Szegedi Középkorász Műhely, 1998, ISBN 978-963-482-175-5.
- (CS) Dušan Třeštík, Vznik Velké Moravy. Moravané, Čechové a štřední Evropa v letech 791-871 [L'origine della Grande Moravia. I Moravi, i Cechi e l'Europa centrale negli anni 791-871], Nakladatelství lidové noviny, ISBN 978-80-7422-049-4.
- (SK) Valdimír Turčan, Prvá staroslovanská svätyňa na Slovensku [Il primo santuario pagano degli antichi slavi in Slovacchia], in Historia - Revue O Dejnách Spoločnosti, n. 3, 2003, ISSN 1335-8316 (WC · ACNP). URL consultato il 18 settembre 2021 (archiviato dall'url originale il 2 febbraio 2017).
- (EN) Przemysław Urbańczyk, Early State Formation in East Central Europe, in East Central & Eastern Europe in the Early Middle Ages, The University of Michigan Press, 2005,  pp. 139-151, ISBN 978-0-472-11498-6.
- (EN) Alexis P. Vlasto, The Entry of the Slavs into Christendom: An Introduction to the Medieval History of the Slavs, Cambridge, Cambridge University Press, ISBN 978-05-21-07459-9.
- (DE) Alfried Wieczorek e Hans-Martin Hinz, Europas Mitte um 1000 [L'Europa centrale intorno all'anno Mille], Stoccarda, ISBN 3-8062-1544-8.
- (SK) Herwig Wolfram, Historické pramene a poloha (Veľkej) Moravy [Fonti storiche e collocazione della Grande Moravia], vol. 43, n. 1, Historický časopis, 1995, ISSN 0018-2575 (WC · ACNP).
- (SK) Jozef Zábojník, Slovensko a avarský kaganát [La Slovacchia e il Khaganato Avaro], Bratislava, Filozofická fakulta Univerzity Komenského, 2009, ISBN 978-80-89236-62-6.